# 자쿠 II
자쿠 II(영어: Zaku II, 일본어: ザクII, ザク・ツー)는 《건담 시리즈》에 등장하는 모빌 슈트(MS)로 분류되는 가공의 유인 조종식 인간형 로봇 병기이다. 1979년에 방영된 TV 애니메이션 《기동전사 건담》에서 처음으로 등장했다.
자쿠 중에서 가장 유명하며 《기동전사 건담》에 개근한 유일한 모빌슈트이다. 심지어 《턴에이 건담》에서도 볼쟈논이라는 이름으로 등장했다. 특징이 있다면 지온 공국의 모빌슈트 특유의 모노 아이(애꾸눈)에 관절 부위의 동력선이 외부로 돌출해 있다는 점이다.
작품 내에서 적측 세력인 지온 공국군의 주력 양산형 모빌 슈트(MS)로 후발 지온 계열 모빌 슈트에서도 볼 수 있는 머리의 모노 아이 카메라에, 왼쪽 어깨에 3개의 스파이크, 오른쪽 어깨에 역 L자형 실드 및 각 부분의 동력 파이프가 특징이다. 《기동전사 건담》의 방송 당시 로봇 애니메이션에서는 드물었던 양산기로 설정되어 같은 모양의 기체가 작품 내에 다수 등장한다. 양산기의 제식 색상은 녹색이고, 주인공인 아무로 레이의 라이벌인 샤아 아즈나블의 기체색은 붉은색이다. 명칭의 "II"(로마 숫자의 "2")는 《기동전사 건담》 방송 종료 후에 설정으로 부여되었다.
본 문서에서는 자쿠 II의 일부 베리에이션에 대해서도 설명하지만, 기능을 특화시키고 있지 않은 기체군으로 한정한다. 다른 기체군들에 대해서는 다음의 항목을 참조한다.
- 우주용의 고기동형 – 고기동형 자쿠 II
- 육전용의 베리에이션 – 육전형 자쿠 II
- 수륙양용의 베리에이션 – 자쿠 마린 타입
- 작업용의 베리에이션 – 작업용 자쿠 II
- 그 외의 베리에이션 – 자쿠의 베리에이션

## 명칭
"자쿠"라는 이름은 총감독인 토미노 요시유키가 명명하였으며 "잡어(雜魚)"와 군대의 "자쿠자쿠(ザクザク)"라는 이른바 군홧발 소리를 조합한 것이다. 방송 종료 직후의 인터뷰에서 큰 사람이 걸을 때 지면에서 "자쿳자쿳(ザクッザクッ)"이라는 소리가 나는 데서 붙인 이름이라고 발언했다.
《기동전사 건담》 작품 내에서는 단순히 "자쿠"로만 호칭된다. 방송 당시인 1979년 12월에 선라이즈에서 발행한 서적 《기동전사 건담 기록 전집 1》에서도 "지온 공국군 자쿠"로만 기술되어 있다.
기종별로 다양한 명칭이 생겨난 것은 방송 종료 후의 일이다. 서적 《건담 센추리》(1981년 9월 발행)에서 이른바 "구자쿠"를 "MS-05 자쿠 I", "통상형의 자쿠"를 "MS-06 자쿠 II"로 구별하였다. 다만 "MS-06"은 직전에 공개된 극장판 제1부의 팜플렛에서 최초로 등장했다. 이 설정은 《모빌 슈트 베리에이션》(1983년~1984년)과 서적 《엔터테인먼트 바이블》 시리즈(1989년~)에서도 답습되었다. 또한 OVA 《기동전사 건담 MS IGLOO 일년전쟁 비록》 제3화(2004년)에서는 영상 작품에서 본 기체가 "자쿠 II"라고 호칭되기에 이르렀다.
《기동전사 건담》 공식 웹사이트에서는 일본어 표기의 "ザク(자쿠)"와 영어 표기의 "Zaku II"가 병기되어 있다.
샤아 아즈나블이 탑승하는 붉은 자쿠의 명칭은 설정화에서는 "샤아의 자쿠"라고 되어 있었다. 1980년 5월에 발행된 《기동전사 건담 기록전집 2》에서는 "자쿠 (샤아 전용)" 같은 해 8월에 발매된 프라모델의 상품명은 "샤아 전용 자쿠"로 정해졌다. 만화 《프라모 쿄시로》에서는 "샤아 자쿠"로 단축되었다. 또한 이에 대해 일반적인 자쿠의 상품명은 "양산형 자쿠"(1981년 1월 발매)로 정해졌다.
《건담 센추리》에서는 《기동전사 건담》의 작품 내에서 등장한 자쿠 II가 MS-06F, 지상에서 등장한 기체가 MS-06J라는 형식번호로 설정되었다. 영상 작품에서도 《기동전사 건담 ZZ》 제12화에서 우주에 버려진 자쿠 II를 발견한 쥬도 아시타가 "자쿠다, 진짜 MS-06F다"라고 언급하는 장면이 있었다.

## 디자인
메카닉 디자인은 오오카와라 쿠니오가 담당하였다. 작화 감독인 야스히코 요시카즈의 작화 참고용 화고는 있지만, 야스히코 요시카즈는 자쿠 II의 디자인에는 관여하지 않았다.
《기동전사 건담》에서 "대량 생산의 양산형", "탑승하는 것은 보통의 인간인 일반 병사"라는 모빌 슈트가 병기라는 컨셉을 구현하고, 지금까지의 "침략자의 앞잡이인 수수께끼의 로봇"과는 분명히 구별되는, 작품의 참신함이나 혁신성을 담당하고 있는 것은 기존의 애니메이션에 등장하는 로봇의 전통을 진하게 간직하고 있는 주역 로봇인 건담이 아니라 적측의 로봇인 자쿠 II였다.
디자인의 모티브는 슈트와 방독면이다. 의류 제조사의 기획실에서 일하던 시절의 경험을 살려 자쿠 II의 실루엣에는 "슈트"의 라인이 도입되었다. 또한 방독면은 오오카와라 쿠니오가 어린 시절을 보낸, 종전 후 얼마되지 않은 무렵에는 아직 가정의 툇마루 아래 등에 방치되어 있는 친근한 것이었다.
동력 파이프는 일부러 노출시켰다. 파이프가 외부로 노출되어 있는 것은 무기로서 약점이 되어버린다는 것은 알고 있었지만, 그것이 "있다"와 "없다"는 것은 뇌리에 남는 형태가 완전히 달라지기 때문에 굳이 그렇게 노출시켰다고 한다.
실드가 오른쪽 어깨에 있는 이유는 애니메이션의 설정상 잘 보이도록 하기 위해서라고 한다. 오오카와라 쿠니오의 인터뷰에 따르면 처음에 실드는 왼쪽 어깨에 다는 걸로 디자인했다고 한다. 그러나 애니메이션의 설정화는 왼쪽 대각선에서 바라보는 것이 당시의 형식이어서 이에 따라 그리면 실드의 그림자에 팔이 가려 보이지 않기 때문에 반전되게 그렸다고 한다. 그 결과 자쿠 계열의 모빌 슈트(MS)는 《기동전사 건담 UC》의 기라 줄루에 이르기까지 오른쪽 어깨에 실드가 장착되는 디자인이 이어지게 되었다.
자쿠 II의 디자인이 탄생한 것은 주역 로봇에 대해 "보다 더 멋진 것을 만든다"라고 하는 오오카와라 쿠니오의 반골 정신에서 비롯된 것이라고 한다. 주역 로봇에는 스폰서나 애니메이션 제작 회사의 의향 등 다양한 사람들의 의견이 들어오기 때문에 디자이너로서 힘든 면도 많아서 욕구 불만도 쌓여 있었다고 한다. 한편 당시에는 "적(의 메카)을 판매하거나 팔리는" 시대가 아니었기 때문에 주역 로봇의 디자인만 정해지면 스폰서로부터 별다른 간섭을 받지 않았다. 《기동전사 건담》에서 말하자면 상품화를 전제로 한 대상은 주인공 측의 건담, 건캐논, 건탱크이며, 지온 측의 메카의 디자인에 대한 제약은 거의 없었다. 총감독인 토미노 요시유키도 "모노 아이만은 지켜달라"는 당부가 있었을 뿐, 그 이외에는 자유롭게 할 수 있었다.

## 작품 내에서의 활약
《기동전사 건담》 제1화부터 거의 전편에 걸쳐 등장한다. 기록상으로는 우주세기 사상 최초로 실전에서 모빌 슈트(MS)끼리 전투를 벌인 것은 건담과 자쿠 II가 처음이다. 그러나 초반에는 압도적인 힘을 보여줬지만, 자쿠 II를 능가하는 성능을 지닌 건담을 보유한 화이트 베이스 부대에 중반까지 당하는 역할을 담당했으며, 종반에는 연방군의 MS 부대에 의해 차례차례 격파당한다. 템 레이가 거주하는 정크 가게 주변에도 자쿠 II의 머리가 방치되어 있었다.
TV 애니메이션 《기동전사 건담 ZZ》에서는 네오지온군이 자군의 전력으로 사용한다. 이 시점에서는 상당한 구식기로 적기와 마주칠 확률이 낮은 초계 등의 임무에 사용되고 있으며, 제39화에서 운 나쁘게 건담 팀과 교전을 벌여야 했던 부대는 신예기인 ZZ 건담 앞에서 모조리 격추당한다. 기본 성능에는 변화가 없지만 콕피트는 리니어 시트로 교체되어 있다. 한편 제12화에서는 매니아들에게 인기가 있어 비싸게 팔리는 것으로 묘사되고 있다. 우주 공간에 버려져 부유하고 있던 자쿠 II가 아가마로 회수되고 자쿠 II의 머리 부분을 당시 파손당한 Z 건담의 머리의 대용으로 급히 장착해 출격하는 장면도 있다. 이때의 기체는 편의상 "Z 자쿠"라고 불린다. 또한 그때의 시야 영상은 모노 아이 라인 그대로 밖에 비치치 않았고, 지주의 그림자조차 비치고 있었다.
TV 애니메이션 《턴에이 건담》에서는 루자냐, 밀라샤에 의해서 자쿠 II와 자쿠 I을 닮은 기계 인형이 다수 발굴되어 "볼자논"(일부 등장 인물들은 "자쿠"라고도 부름)이라고 불린다. 또한 볼자논의 파일럿들은 "흑역사"의 기록 영상에 등장하는 자쿠를 보고 환호한다.
만화 《기동전사 크로스본 건담 고스트》에서는 사이드 3의 줌 특별 전쟁 박물관(과거의 공왕 청사)에 가동 상태를 유지하고 수장되어 있던 자쿠에 주인공인 폰트 보가 탑승해 목성의 최신예기와 교전한다. 《기동전사 크로스본 건담 고스트》의 시대 설정은 우주세기 0153년이며 자쿠의 취역부터 무려 70년 이상 경과된 후의 실전이었기 때문에 더 이상 성능면에서는 승부가 되지 않는 데다가 비무장이었지만 너무 오래된 기체였기 때문에 최신 모빌 슈트(MS)의 OS에는 데이터가 없어서 기체의 크기 차이로 센서 계통을 오인시켜 적을 교란시키는 데에는 성공한다. 사이드 3로부터 탈출에 사용된 후 그대로 폰트 보의 탑승기가 되어 잔스칼 제국의 아드라스테아급에서 데이터를 탈취하는 작전에도 투입되었다. 미트 오브 툰에서는 폰트를 추격하기 위해 벨이 탑승하고 적에 의해 발견되는 것을 막기 위해 일단 기체는 포기되어 전투 종료 후에 회수되었으며, 마지막에는 마리아 시티에서의 작전 중 팬텀을 위장하기 위해 외장을 유용할 목적으로 해체되었다.

## 기체 해설
지온 공국군은 MS-05 자쿠 I을 개발해 실전 투입을 한 뒤 열핵반응로를 교체하고 파이프를 이용한 냉각 시스템을 도입한 신형기로 MS-06 자쿠 II를 개발했다. MS-06은 MS-05로부터 전면적인 재설계가 이루어졌으며, 완성 후에 형태가 달라졌기 때문에 새로운 형식번호가 부여되었다. MS-06 자쿠 II의 첫 양산형은 A형이지만 그다지 생산되지 않았으며, A형을 계승하는 형태로 C형이 생산되어 개전 초기에 주력으로 운용된다. 그리고 C형과 비슷한 외관을 가지면서 가장 많이 생산된 기종은 F형(MS-06F)이다.
U.C. 0079년 1월의 일년전쟁 개전 후 브리티시 작전을 감행한 일주일전쟁 시점에서 MS-06은 A형, C형, F형이 운용되고 있었다. 또한 개전시에 브리티시 작전에 참전한 자쿠 II의 부대는 장시간의 냉각제 탱크를 짊어지고 작업을 하다가 잇달아 연방군에 격추되어 우수한 파일럿을 동시에 다수 잃게 되었다.
MS-06 자쿠 II의 일년전쟁 중 생산대수는 파생기를 포함하여 연방·지온 양군을 통틀어 최고의 생산대수로 여겨진다. 총생산대수에 대해서는 여러 가지 설이 있고 《건담 센추리》에서는 자쿠 I을 포함하여 약 8,000기, 그 중 F형은 3,246기로 최다라고 하고 있지만 반다이가 발행한 《B-CLUB》 70호에서는 파생기를 포함한 총생산대수를 4,000기로 하고 있으며, 그 다음은 파생기를 포함한 총생산대수가 3,800기인 짐이다.

### 기체 구조
열핵융합로
A형, C형은 ZAS사의 "ZAS-MI11" F형은 지오닉사와 M&Y 공사가 공동 개발한 "F56-MYFG-M3ES"를 채택하고 있다. 이후에도 S형, J형, R-2P형으로 사양이 변경될 때마다 모델 변화를 반복하고 있다. 한편 F형에 탑재된 것을 "ZAS-MI11"이라고 기재한 자료도 다수 있지만 《기동전사 건담 공식 백과사전 건담 오피셜즈》에서는 이러한 차이를 "신형 제너레이터가 쇄신된 것에 의한 혼란"이라고 간주해 정합성을 도모하고 있다.
냉각 시스템
기존의 방식에서는 로켓 분사시 연료가 되는 유체 수소에 열을 흡수시켜 처리하는 방식을 취하고 있었지만, 이것으로는 연료의 소비에 따라 동력로의 출력을 억제해야 하는 단점이 있었기 때문에 MS-06에서는 폐열을 MS의 기체 구조 전체로 분산 흡수시키는 방식을 택했다. 그러나 이 시스템은 전력 전투시 기체 표면의 온도가 수백 도까지 가열되기 때문에 귀환 후에는 함내에서의 냉각이 필요하다.
구동 방식
동력으로 발생한 에너지를 펄스 컨버터를 통해 유체 내부의 펄스 형태의 압력으로 변환시키고, 이것을 유체 파이프로 이끈 후 관절 구동용 로터리 실린더에 극초음속으로 전달시키는 유체 내 펄스 시스템을 채택하였다. 이는 유압에 비해 작동 속도가 빠르고 전동 모터에 비해 중량이 작아 기구가 간단한 장점이 있었다. 이 기구는 모빌 슈트(MS)의 거대한 손발 끝부분의 가속력을 100G 이상으로 가속시킬 수 있으며, AMBAC시에는 3초 이내에 180도로 자세를 변화시킬 수 있다.
파이프
전구형의 MS-05 자쿠 I과는 달리 구동용의 유체 튜브를 수납하는 파이프가 기체 각 부분에 노출되어 있다. 동력 파이프가 기체 외부에 노출됨으로써 내부에 여유가 생겨 개량이 용이해졌다.
콕피트
제조 시기에 따라 차이는 있지만, 왼쪽 흉부에서 탑승 후 시트가 슬라이드되어 오른쪽 흉부로 이동하는 방식을 취한다. 또한 흉부 해치는 전개해 시트를 사출하는 탈출 기구도 갖추고 있다.
추진기
추진기는 화학 로켓을 사용한다고 하는 자료, 열핵 로켓 엔진을 채택했다고 하는 자료를 볼 수 있다.
백팩
간단하게 탈착이 가능하며 임무에 따라 옵션 장비로 교체가 가능하다.
《건담 센추리》에서는 행동 시간의 연장을 위해 C형에 거대한 냉각재 및 로켓 연료 탱크를 백팩에 장비한 기체가 등장한다. 허리 부분에는 상세 사양이 불명인 단총신의 총기를 고정하고 있다. 브리티시 작전의 준비 단계에서 스페이스 콜로니의 보강과 핵 펄스 추진 시스템의 장착 작업에 사용되지만, 기동성이 현저하게 저하되어 작업 중에 격추되는 기체가 끊이지 않아 우수한 파일럿을 다수 잃었다. 또한 이 백팩의 모양은 후에 등장하는 기라 도가의 백팩의 모양에 영향을 끼쳤다.
장갑
초경 스틸 합금(초고장력강, 실제로 존재하는 소재)이라고 기술된 자료도 있고, 티타늄계 초경합금에 의한 복합 장갑이라고 하는 자료도 존재한다. 장갑 차량의 발칸포를 튕겨낼 수 있을 정도의 강도를 지녔다.
바디
프레임 리스 모노코크 구조를 채택하였다.
카메라
메인 카메라는 모노 아이를 채택하였다. 이 부위에는 레이저 및 적외선 센서에 의한 탐지 장치가 내장되어 있어 미노프스키 입자 하에서도 정확한 사격이 가능하다. 또한 모노 아이만으로는 기체 각 부위에 사각이 생기기 때문에 10여기의 서브 카메라도 설치된다.
스파이크 아머
어깨 부분에 장비한다. MS-05 자쿠 I이 개발된 시점에서 대항 병기의 개발 가능성이 시사되어 채택된 격투전용 장비이다.
실드
오른쪽 어깨 부분에 대형 복합 장갑 실드를 부착한다. 만화 《기동전사 건담 MSV-R 우주세기 영웅전설 무지개의 신 마츠나가》 제3권에서는 전면 투영 면적이 가장 적게되는 최적의 공격 자세(자쿠 머신건을 쥔 우주에서의 돌격 자세)를 취했을 경우 실드의 모서리가 앞으로 오는 형태가 되어 방어 면적이 최대가 되는 동시에 경사 장갑을 형성하여 피탄되었을 경우 피해의 감소를 목적으로 하고 있으며 대함 공격시에 유효했던 것이 엘리엇 렘 소령(당시)를 비롯한 등장인물의 대사로 설명되었다.
멀티 블레이드 안테나
"블레이드 안테나"라고도 불리며, 일부 기체의 정수리에 장비된다. 자쿠 I에서 채택되어 이후 여러 군에서 채택되는 모빌 슈트(MS)의 기본적인 사양이 된다. 처음에는 단순한 뿔 장식이었지만, 일반기보다 많은 통신을 송수신하기 위한 증폭기가 포함된다. 다만 그 효과는 매우 좁은 범위로 한정된다. 소대 단위로 행동하는 MS 편대에는 상당한 빈도로 이를 장비한 기체가 포함되어 있으며 전선에서는 대장 마크 기능을 했던 것으로 알려져 있다. 몇 가지 베리에이션이 존재하지만 기능면에서는 거의 차이가 없다.
지휘관용이라는 S형의 특징으로 거론되는 경우가 많지만 F형의 지휘관기 등 양산형에도 장비되어 있다.

### 무장

#### 자쿠 머신건
자쿠가 사용하는 MS용 머신건의 총칭이다. 통칭은 자쿠 머신건이지만 라이플이라고 표기한 자료도 볼 수 있다. 근접전용 장비라고도 하며, 단발과 연사의 전환이 가능하다. 탄약은 주로 약실 상부의 원반형 탄창(팬 매거진, 그러나 설정상의 호칭은 드럼 탄창(드럼 매거진))에서 공급된다. 상황에 따라 파괴력을 중시한 유탄이나 철갑유탄을 사용한다.
《기동전사 건담 주머니 속의 전쟁 필름북 2권》에 의하면, 처음에는 재래식 대포에 발사 스위치를 건 단순한 것을 상정하고 있었지만, 중량이나 반동으로 인한 손상, 우주 공간에서의 자세 제어 등 다수의 문제점으로 인해 방침을 변경하였다. 이어 1G 하에서 400~500m/s 정도로 곡사 탄도 사격을 하는 것을 목표로 했으나, 모빌 슈트(MS)가 전함에 육박할 수 있다고 판명되면서 초속 요구치가 100m/s로 낮아졌다. 게다가 단속적인 사격보다 연사가 유효하다고 판단되어 저반동 저초속으로 유탄을 연사한다는 컨셉으로 개발이 진행되었다. 작동 기구는 가스압력식이나 반동이용식 등이 거론되었지만, 결국 전기작동식이 채택되었다.
M-120A1(ZMC38III)
자쿠 머신건의 대명사로 불리는 대표 모델로 총생산수는 1만 5천정으로 모빌 슈트(MS)용 무장 중 최다 생산기록을 가지고 있다. "ZMC38III"는 개발을 맡은 지오닉사의 사내 개발 코드로 "ZMC38III M-120A1"과 병기되기도 한다. 복수의 명칭이 정착된 원인에 대해서는 개발 당시의 정치적 영향이라고 한다. 탄수는 145발 또는 100발, 발사 속도는 분당 280발, 지상 유효 사거리는 4,200m(스코프 레이저 링크시)이다. 120mm 포탄에는 다양한 탄종이 있으며, 철갑유탄, 대우주함 철갑탄, 성형작약탄, 연막탄, 신호탄, 조명탄, 발광탄 등이 확인되고 있다.
자쿠 I이 장비한 ZMP-47D를 원형으로 구경은 105mm에서 120mm로 비대화됨에 따라 앞선 모델의 조작성을 개선하기 위해 드럼 탄창이 프레임 상부 가로 놓기로 변경되었으며, 이는 지온군의 표준 규격 탄창으로 제정되었다. 조준기와 가동식 포 그립도 장비되어 있어 모노 아이와 레이저로 데이터를 링크해 사격 정확도를 향상시킨다. 이에 따라 저격총으로서의 다각적인 운용도 가능하다. 포신은 삼층 구조로 되어 있으며 제일 안쪽에 내마모 내고열의 티타늄 합금, 중간에 초고장력강, 바깥쪽에 방열 효과에 주안점을 둔 세라믹 합금으로 구성되어 있다. 처음에는 전투 차량의 포신을 유용할 예정이었지만 마모 속도(수명)가 빨라 신규로 개발되었다.
일년전쟁시에는 주로 자쿠 F형, J형, S형이 휴대하였다. 지구연방군이 모빌 슈트(MS)를 실전 투입하자 관통력이 낮은 것이 문제시 되었다. 특히 건담에 대해서는 위력이 부족했지만 《기동전사 건담 MS IGLOO》 등 영상 작품에서는 연방의 양산형 모빌 슈트(MS)에는 몇 발의 직격탄, 61식 전차 5형은 일격에 각각 파괴 가능한 성능을 지녔다. 파일럿에 따라서는 자쿠 머신건의 개머리판으로 적 모빌 슈트(MS)나 전투기에 격투전을 거는 사람도 있었다. 자쿠 계열 외에도 각 작품에서 TV 애니메이션 《기동전사 건담》 제22화의 구프, 제34화 및 《기동전사 건담 제08MS소대》 제10화의 돔, 《기동전사 건담 MS IGLOO 일년전쟁 비록》 제3화의 주다, 《기동전사 건담 MS IGLOO 묵시록 0079》 제2화의 옥고 등이 자쿠 머신건을 장비하는 모습을 볼 수 있다.
M-120AC
《기동전사 건담 MSV-R》에 등장했다. 총신 하부에 총검 형태의 히트 검을 장비한 타입이다. 스틱부는 취급을 고려하여 그립으로 변경되었다. S형인 매쉬기가 운용 시험을 겸해 사용하였고, 그 후에 소수가 생산되어 S형인 죠니 라이덴기도 사용하였지만 거의 확인되지 않는 드문 타입이다.
M-120AS
MS-06D 자쿠 데저트 타입용의 장비이다. M-120A1을 기반으로 스코프와 핸드 가드를 제거하고 플래시 하이터 부착 쇼트 배럴과 접이식 스틱을 커스터마이즈했다. 긴 총신을 갖는 타입도 있다.
ZMP-50D
자쿠 I의 자쿠 머신건(형식번호: ZMP-47D)의 직계 타입이다. 드럼 탄창이 오른쪽에 오프셋되어 있다. ZMP는 자쿠 머신 피스톨의 약자이다.
이 타입의 디자인은 건담 프라모델 〈1/100 MG MS-06F/J 자쿠 II〉의 상품화 시에 제기된 것으로 프라모델이 머신건을 양손으로 들 때에 원반형 탄창의 왼쪽 테두리가 흉부에 간섭하는 것을 막기 위해 오프셋화라는 어레인지가 강구되었다. 그러나 이후에 발매된 〈1/100 MG MS-06J 자쿠 II Ver.2.0〉에서는 다시 탄창 중앙 장착의 디자인으로 되돌려졌다.
MMP-78
일년전쟁 후기에 사용되는 자쿠 머신건으로 주로 F2형이 휴대하였다. 일반형의 자쿠 머신건을 MMP-78 전기형, 본 무장을 후기형이라고 하는 자료도 있다. 일반적인 드럼 탄창(장탄수 100발)과 교환하는 형태로 대공 포탄 탄창을 장전하는 것이 가능하다. 서브 그립 기부 전면에는 그레네이드 런처가 추가되었다.
작품 내에서 킴벌라이드 기지 방위대의 F2형이 짐 커스텀(베이트 중위기)의 다리 부분을 파괴하였다. 반면 달 표면에서 쿠르트가 탑승하는 F2형이 발바로에게 발포하였지만 효과가 없었다.
MMP-78/WG
돔의 매니퓰레이터 사이즈에 맞춘 와이드 그립 사양이다. 형상은 ZMP-50D에 가깝지만 탄창은 오프셋되어 있지 않다. 그레네이드 런처도 탈착식이다.
MMP-80 / 90mm ver.8
자료에 의하면 FZ형 전용으로 만들어졌다고 하는 자료와 일년전쟁 후기에 많이 사용된 장비라고 하는 자료를 볼 수 있다. 구경은 80mm라고 하는 자료와 90mm라고 하는 자료를 볼 수 있다. 또한 FZ형의 기체 제원표에 120mm 머신건이라고 기술한 자료도 볼 수 있다.
형상 및 기구 모두 전면적으로 변경되어 조준 제도는 향상되었다. 그레네이드 런처의 장착이 가능하다. 소구경 고속탄용의 기관포이다.

#### 자쿠 바주카
원래 대함용으로 개발된 구경 280mm(형식번호: H&L-SB25K/280mmA-P) 또는 240mm의 바주카이다. 최초의 TV 시리즈인 《기동전사 건담》 내에서의 핵무기 발사에 대한 명확한 묘사는 없지만, 무크 《건담 센추리》에서는 시한 작동으로 세팅한 핵탄두로 전함을 일격에 격침시켰다고 하며 연방군의 전함도 또한 핵미사일로 맞섰다고 기록되어 있다. 그러나 영상 작품인 《기동전사 건담 MS IGLOO 일년전쟁 비록》의 루움 전역에서는 핵바주카나 핵탄두의 사용에 대한 묘사는 없고 일반 탄두였다. 남극조약의 체결 후에는 핵무기를 사용할 수 없게 되어 위력이 떨어졌기 때문에 다양한 개량형이 개발되게 된다. 자쿠 II 이외의 모빌 슈트(MS)에서는 주다, 《기동전사 건담 0083 스타더스트 메모리》 제4화의 돔 트로펜, 옥고(모빌 포드) 등이 자쿠 바주카를 장비하고 있다.
장탄수는 단발설과 5발설이 있다. 작품 내에서 바주카에 재장전하는 묘사는 없지만, 연사를 하는 묘사는 있다. 《기동전사 건담 MS IGLOO 2 중력전선》 제2화에 등장한 엘머 스넬 대위의 육전형 자쿠 II는 왼쪽 허리 아머에 원통형의 예비탄 수납 케이스를 매달고 있다. 작품 내에서 장전 장면은 없지만 스넬 대위는 한 차례 전투에서 탄창 없는 자쿠 바주카를 6발 이상 발사했다. 《기동전사 건담 제08MS소대》에서는 5발 들이 바나나형 탄창식의 바주카도 등장(제2화 등)했다. 포의 꼬리 부분에는 버니식 무반동포와 같은 4개의 분산식 가스 분출 노즐이 설치되어 있다.
샤아 소령은 대건담전에서도 자쿠 바주카를 사용했고, 대기권 돌입 직전의 전투에서는 건담의 실드를 관통하는(TV판 제5화) 위력을 보여주었다. 아 바오아 쿠에서는 자쿠 바주카의 공격으로 건캐논의 무릎 아래를 날려버린다.
연결 바주카
《기동전사 건담 MSV-R》에 등장하지만 그 이전의 《건담 센추리》의 일년전쟁 서전을 그린 일러스트에서 비슷한 무장을 몇 가지 볼 수 있다. 또한 이 책에서는 3정의 바주카를 연결한 것도 확인할 수 있다.
현장의 모빌 슈트(MS) 파일럿의 요구에 부응하여 초기형의 자쿠 바주카를 평행하게 상하를 반전시켜 조인트로 연결한 것이다. 탄창 교환의 로스 타임 해소와 화력의 향상을 목적으로 개발되어 검은 삼연성도 잠시 사용하였다. 각각의 바주카에는 탄창이 추가되었다.
2연 바주카
《기동전사 건담 MSV-R》에 등장하였다. 연결 바주카를 베이스로 사격 성능 향상과 장탄수의 증가를 도모하고 있다. 그립이 왼쪽에 있으며 조준기도 왼쪽에 추가되었다. 탄창도 같은 방향에서 장전한다. 10여기가 생산되어 검은 삼연성 뿐만 아니라 다른 부대에서도 사용된 것으로 알려져 있지만 제식 무장으로 채택되지는 않았다.

#### 히트 호크
칼날 부분에 고열을 발생시켜 적을 베는데 사용하는 무장이다. 자쿠 I용의 히트 호크(형식번호: Heat Hawk Type 3)의 발전형이다. F형이나 J형으로 장비된 것을 Heat Hawk Type 5라고 하는 자료도 볼 수 있다. 실체날이 없는 빔 사벨과 날을 맞부딪쳐 겨루는 것이 가능했다. 이 원리에 대해서는 여러 가지 설이 있지만 IH설의 "칼날의 가열에 전자기 유도를 이용하고 있기 때문에 주위에 강력한 자기장을 발생시킨다. 이 때문에 빔을 자기력으로 봉하고 있는 빔 사벨과 서로 반발한다"라는 것이 유력한 설이다. 칼날은 4~5회 정도의 전투에서 망가지는 일회용 무기이다.
TV판 《기동전사 건담》에서는 제4화에서 샤아가 사용하며 명칭은 TV판 제5화에서 언급된다. 작품 내에서는 구프와 주다도 장비하고 있는 모습이 보인다. 루나 티타늄 재질의 건담의 실드를 때려부수고, 건담 NT-1을 대파시키는 묘사도 볼 수 있다. 제10화의 자쿠가 사용한 동력 파이프가 없는 타입이나 양날이 있는 "히트 토마호크" 등 생산 형태는 명확하지 않다.

#### 기타 무장
각 기종의 고유의 무장은 각 기종의 항목을 참조하길 바란다.
크래커
J형용의 장비이다. 모빌 슈트(MS)용의 투척 무기이다. 수류탄으로 MS의 매니퓰레이터를 이용해 목표로 직접 던진다. 크래커의 본체에는 총 6개의 돌기가 붙어 있는데, 이것이 각각의 방향으로 폭산함으로써 광범위하게 위력을 발휘한다. 폭풍과 탄편 효과로 상대방을 살상하는 유탄(HE)이므로 직격을 하지 않으면 MS에 대한 효과는 낮지만 견제용으로 많이 사용되었다. 처음으로 등장한 것은 TV판 《기동전사 건담》 제12화로 람바 랄 휘하의 어코스 소위와 코즌 소위가 사용하였다.
슈투룸파우스트
우주 및 중력 하의 공간 모두에서 사용이 가능한 일회용 대형 탄두 로켓 런처이다. 이름을 직역하면 "돌격 주먹"이다. F2형과 FZ형, 《기동전사 건담 MS IGLOO》 제1화의 루움 전역에서 샤아 전용기가 사용했지만, 각각 형상이 다르다. 샤아 전용기와 주다가 장비한 타입은 마크 VIII이다. 특히 자쿠 전용은 아니고, 돔 트로펜이나 캠퍼 등 다른 모빌 슈트(MS)에서도 사용할 수 있었다. 기본적으로는 제2차 세계 대전에서 독일군 보병이 사용한 휴대 무반동포인 판처파우스트를 대형화시킨 듯한 형상으로 탄두에 로켓 부스터가 달려있다. 직격하면 마젤란급 우주 전함을 한 방에 격침시킬 수 있지만 유도 병기가 아니기 때문에 모빌 슈트(MS)와 같은 기동성이 큰 표적에 명중시키기는 기본적으로 어렵다. 그래도 《기동전사 건담 0080 주머니 속의 전쟁》이나 《기동전사 건담 0083 스타더스트 메모리》에서는 지온군의 숙련된 파일럿들이 슈투룸파우스트를 이용해 연방군의 모빌 슈트(MS)를 격파한다.
또한 후세의 기라 도가도 같은 이름의 무장을 장비하고 있으며, 이것은 실제로 구 독일육군의 판처파우스트를 MS 사이즈로 크기를 증가시킨 것이라고 설정되어 있다.
각부 3연장 미사일 포드
J형용의 장비로 TV판 《기동전사 건담》 제19화에서 처음으로 등장했다. 람바 랄 부대의 스티치 하사의 탑승기에 장비되었다. 작품 내에서는 건탱크의 캐터필러를 파괴해 행동불능으로 만든다. 이 포드는 3발의 미사일을 내장한 3연장식으로 다리 부분의 웨폰 래치에 장착해서 다른 무기를 휴대한 채 사용할 수 있다. 부 무장으로 자쿠 계열 뿐만 아니라 구프와 이프리트 등에 폭넓게 사용되었다. 시계열적으로 비교적 일찍 등장한 무기로 우주세기 0079년 4월에 연방군이 노획해서 사용한 육전형 자쿠 II의 장비로 확인할 수 있다.
ZIM/M.T-K175C 무반동포 (마젤라 톱 포)
지온군의 주력 전차인 마젤라 어택의 175mm포를 떼어내 모빌 슈트(MS)용의 소지 무기로 개조한 화포이다. 본래는 현지 개수의 비공식 병기이다. 처음으로 출현한 것은 TV판 《기동전사 건담》 제21화에서 람바 랄 부대의 타치 중위가 장비한 장면이다. 이후에 《기동전사 건담 제08MS소대》 제8화에도 등장한다.
S 마인
대인 근접방어병기이다. 기체 각 부분에서 발사되어 공중에서 폭발하여 소형 철구를 뿌려 가까이 다가온 적병을 살상시킨다. 《기동전사 건담 제08MS소대》 제8화에서는 MS-05 자쿠 I이, 《기동전사 건담 MS IGLOO 2 중력전선》 제1화에서는 MS-06J 육전형 자쿠 II가 사용했다. 모델이 된 것은 제2차 세계 대전에서 독일군이 사용한 도약지뢰 "S-마인" 및 이것을 응용한 전차용 장치인 "근접방어무기"이다.
데크 (본편에 등장하지 않음)
기뢰로 3발을 묶은 전용 운반 세트를 데크 캐리어라고 호칭한다. 스태프용의 설정서에서는 자쿠용의 병기로 취급되었지만, 작품 내에서는 TV판 《기동전사 건담》 제4화에서 우주 보병용의 휴대 병기로서 같은 디자인의 것이 등장했다. 그러나 이를 자쿠용으로 게재한 서적과 경품 상품이 존재한다.
백팩 웨폰
만화 《기동전사 건담 MSV 전기 죠니 라이덴》에 등장한다. 1대로만 시험 제작된 자쿠 II 등에서도 운용 가능한 휴대형 빔 병기로 겔구그용의 제너레이터를 백팩으로 하고 파이프를 통해 빔 건(겔구그용의 빔 라이플에 준하는 같은 형태이지만, 총신 등의 형상이 다름)에 직접 연결한 것이다. 장비하는 모빌 슈트(MS) 본래의 백팩에 외장된 상태로 사용된다. 사격 가능 횟수는 3회뿐이다. 작품 내에서는 죠니 라이덴이 탑승한 R-2형이 사용한다.
라케텐 가르덴 (로켓 부스터)
보조 추진기로 백팩의 좌우 양측면에 1기씩 고정한다. 이것에 점화함으로써 중력 하에서의 도약이 일시적으로나마 가능해진다.
《기동전사 건담 0083 스타더스트 메모리》 제4화에서 F2형이 사용한 것이 처음으로 출현한 것이다. OVA 《기동전사 건담 UC》 제4화에서는 데저트 겔구그가 장비하였다.
MS-06 자쿠 II용 시제 프로펠런트 탱크 유닛
만화 《기동전사 건담 MS IGLOO 603》에 등장한다. 웨인츠 교수의 주도로 개발되던 우주 공간에서의 자쿠 II의 행동 거리 연장을 목적으로 한 프로펠런트 탱크 시스템에서 프로펠런트 탱크를 흉부에 2기, 교체된 전용 백팩을 통해 등 부분에 4기를 장착한 것이다. 이 유닛을 장비한 기체의 항속 거리는 계산상으로는 통상적인 자쿠 II의 약 6배에 달하지만 그것과는 반대로 기동성은 무시할 수 없을 정도로 악화된다. 또한 연료 소비에 따라 발생하는 프로펠런트 탱크의 중량 밸런스의 차질이 고속 비행시 플러터를 일으킨다는 결함을 가지고 있어서 시제기가 평가 시험 중에 플러터에 의한 프로펠런트 탱크 기부의 파손에 기인한 폭발 사고를 일으켰기 때문에 개발이 중지되었다.

### 설정의 변천
"MS-06"이라는 형식번호와 "자쿠 머신건", "120mm 머신건", "자쿠 바주카", "크래커", "초경 스틸 합금"이라는 단어, "주행 속도 시속 85km", "출력 55,000 마력"과 같은 스펙의 종류는 RX-78 건담의 "루나 티타늄" 등과 마찬가지로 선라이즈 측에서 《기동전사 건담》의 방영 중인 1979년부터 이후 1981년 전반에 걸쳐 코단샤, 케이분샤 등이 발행하는 출판물을 위해 준비하고 제공한 것으로 영상 작품 내에서 명확히 언급되지는 않았다. 자쿠 II 이외의 지온측 모빌 슈트(MS), 모빌 아머(MA)의 형식 번호가 만들어지고 구형 자쿠에게 "자쿠 I"이라고 하는 명칭과 "MS-05"라고 하는 독립적인 형식번호가 주어진 것은 1981년 9월 27일에 발행된 《건담 센추리》에서가 처음이다.
미디어 믹스가 다수 존재하는 건담 시리즈에서 선라이즈의 호리구치 시게루는 모형 잡지에서의 대담시 "영상화된 것이 공식"이라는 입장을 밝혔다.
전체 길이, 전체 높이를 비롯한 수치적인 제원은 자료 및 매체에 따라 일정하지 않다. 1989년에 신도오샤가 편집, 구성을 담당한 《MS 대도감 파트.1 일년전쟁편》에서 일람표로 게재되었지만 "자쿠 II (자쿠)"의 항목 아래에 수치가 다른 또 다른 "자쿠"의 항목이 있었다. 사실 아래의 항목은 "FZ형"의 수치였지만, 유통되고 있는 자쿠 II의 제원은 이 두 항목(또한 일부는 《건담 센추리》에서의 수치 등도)이 뒤섞여 버렸다.

## 자쿠 II (A형)
《기동전사 건담 MSV》의 문자 설정에서 처음으로 등장했다. 외관은 〈가샤폰 전사〉에서 SD로 일러스트화, 사진씰화(염화 비닐 인형의 개조)되어 《기동전사 건담 MSV》의 속편 기획 《기동전사 건담 MSV-R》에서 오오카와라 쿠니오에 의해 일반 등신으로 설정화가 그려졌다. 명칭은 〈가샤폰 전사〉에서는 "선행 양산형 자쿠", 《기동전사 건담 MSV-R》에서는 "자쿠 II 초기 생산형" 또는 단순히 "자쿠 II" 이 후에는 "선행 양산형 자쿠 II", "자쿠 II A형"으로 일정하지 않다.
우주세기 0077년 8월에 시제기가 롤아웃되었다. C형 이후의 모델과는 달리 자쿠 I과 같은 스파이크가 없는 구형의 아머를 양어깨에 장비하고 있는 것이 특징이다. 또한 중력하에서의 운용은 상정하고 있지 않다고 하는 자료도 있다. 원래는 자쿠 I(A형, B형)에 이어 "MS-05C"로 계획되었지만, 새로운 형식번호가 부여되었다. 이는 구조 자체의 근본적인 변경 이외에는 더 이상의 성능 향상을 바랄 수 없기 때문이라고 하지만, 일설에는 개발비의 급등으로 다른 무기 개발의 예산을 넘겨받았기 때문이라고도 한다. 또한 형식번호 끝의 "A"는 개발 당시가 아니라 나중에 베리에이션이 많아졌기 때문에 편의상 붙여진 것이다.
0078년 1월부터 지오닉사의 즘 시티 조병창에서 제작을 시작해서 부품을 사이드 3 내로 수송해 녹다운 생산으로 양산이 시작되지만 소수만 생산되는 데 그치고 생산 라인은 C형의 생산으로 전환되었다. 다만 C형이 본격적인 양산 체제로 이행될 때까지 약 반년은 양산이 계속되어 시제기를 포함한 91기(84기 모두)가 생산되었다. 제1차, 제2차 생산의 총 72기는 완성과 동시에 실전 배치되어 개전 전에 양어깨에 장비를 C형과 마찬가지로 교체하고 사격 통제 시스템(FCS) 등 항공전자 기기도 개수해 외관 및 운동 성능에서 A형을 식별하는 것은 힘든 것으로 여겨진다. 또한 이들은 모두 실전 참가하고 있다.
콕피트는 자쿠 I과 크게 달라진 점이 없어서 기종 전환이 원활하게 이루어졌다. 또한 초기의 MS 파일럿을 훈련시키는 데 있어서 A형의 공적이 크다. 색적부터 함선 등에 대한 효율적인 공격 방법, 정비 가동기의 확보 등 파일럿 훈련과 동시에 문제점을 밝혀내는 작업도 교도기동대대에서 철저히 수행되었다. 그 중에서도 C3I의 활용이 불가능한 미노프스키 입자의 살포 하에서 굳이 최전선의 지휘관을 "선량(選良)"으로 규정하고 더 많은 책임과 권한을 부여함으로써 현장의 판단으로 임기응변에 능한 의사결정이 신속히 행해지도록 하였다. 개전 초기의 전격 작전을 수행한 대부분의 파일럿이 A형으로 훈련하고 조종 기술을 연마하였으며 전선 지휘관으로서의 능력을 갖추었다. A형은 그 후 기체의 부족으로 C형이나 F형으로 개수되었고 최종적으로는 같은 대대에 배치된 기체만 남았다고 하지만 전후에 A형을 찾기란 매우 드물었다.
사이드 3 주역에서 A형을 사용해 모든 운용 시험이 행해지고 자쿠 II의 기본 성능이 높다는 것이 실증됨으로써 범용성을 살린 발전형의 개발이 진행될 수 있었다. 2기의 시제기는 지오닉사 내에서 발전형의 테스트베드로 운용되어 각각 J형과 S형의 시제형으로 개조되었다.
컬러링은 달에서 시험 운용시에는 데먼스트레이션용으로 자쿠 I에 가까운 녹색과 파란색을 기조로 하고 있지만, 실전 배치기는 C형 이후와 동일한 녹색을 기조로 하고 있다. 또한 교도기동대대 소속기(사이드 3 주역 사양으로도 불린다)는 파란색과 흰색을 기조로 흉부 등이 회색으로 도장되어 있다.
작품 내에서의 활약
만화 《기동전사 건담 MSV-R 죠니 라이덴의 귀환》에서는 외곽 단체 FSS에 보관된 교도기동대대 소속기가 등장한다. 같은 대대에 소속된 루벤스(당시 계급은 소위)가 0090년에 A형임을 확인한다. A형으로 훈련을 받은 파일럿은 콕피트의 시트에 사인을 남기는 관습이 있었다고 한다. 또한 루벤스의 꿈 및 회상에서는 같은 대대에서 훈련하는 모습도 묘사되어 있다. 무장은 자쿠 I용의 머신건과 바주카를 휴대한다. 루벤스에 의하면 샤아 아즈나블이나 검은 삼연성도 같은 대대의 A형으로 훈련을 받았다고 한다.

## 자쿠 II (C형)
《건담 센추리》의 문자 설정에서 처음으로 등장(형식번호: MS-06C)했다. 이 책에서 A형은 등장하지 않고, C형을 "초기 생산형"으로 간주한다. 외관은 〈가샤폰 전사〉에서 SD로 사진 씰화되었고, 게임 《기동전사 건담 기렌의 야망》 시리즈로 일반적인 비율로 CG화되었지만 모두 F형과 다르지 않다. 명칭은 〈가샤폰 전사〉에서는 "제1차 양산형 자쿠", 《기동전사 건담 기렌의 야망》에서는 "자쿠 II 초기형"(A형은 등장하지 않는다)으로 이쪽의 표기도 일정하지 않다. 《기동전사 건담 THE ORIGIN》에 등장하는 기체는 뒤에서 기술한다.
A형의 양산은 곧바로 결정되었지만, 키시리아 자비 대령(당시)으로부터 연방군이 모빌 슈트(MS)를 개발했을 경우를 상정한 장비의 재검토를 명령받아 갑작스럽게 양산을 일시 중단하고 재설계가 이루어진다. 그 결과 오른쪽 어깨에 스파이크 아머, 왼쪽 어깨에 실드가 장비되어 외관은 후의 F형과 동일하게 되었다. 또한 콕피트의 개폐 시스템 등 내부 구조의 개선이나 설계 변경, 실제 기동 데이터의 피드백 등에 의해 공업 제품으로서의 높은 완성도를 달성하였다. 비교적 간단한 조정이나 장비의 교체로 중력 하에서의 전투에서도 대응이 가능한 고성능기이며, 이것이 자쿠가 "명기(名機)"로 불리는 이유이다.
바주카에 의한 핵탄두의 사용도 전제되어 있고, 장갑은 핵폭발의 방사선을 거의 차단하는 3중 복합 장갑으로 되어 있다. 이 때문에 본체 중량은 72t에 달한다.
A형의 롤아웃 다음 달인 0077년 9월에는 선행 양산을 개시했고 본격적인 양산은 A형과 같은 0078년 1월부터 생산 거점을 확대하면서 6월에는 A형으로부터 완전히 이행하였다. 236기가 생산되었으며 개전시 주력기가 되었다.
작품 내에서의 활약
《기동전사 건담》 제1화 등에서 서두의 내레이션에서 콜로니 낙하 등 일년전쟁의 초기 전투에 참가하는 다수의 자쿠 II가 그려지는데 앞서 서술했듯이 당시의 주력은 C형이었다.
퍼스널 커스텀기
샤아 아즈나블 전용기
《기동전사 건담 MSV》의 문자 설정에서 처음으로 등장했다. 샤아 아즈나블이 일주일전쟁에서 탑승하는 기체이다. 게임 《기동전사 건담 기렌의 야망》에서는 후에 자쿠 II S형과 다르지 않은 붉은색 계열의 도장으로 등장하며 머리의 블레이드 안테나는 부속되지 않는다.
죠니 라이덴 전용기
《기동전사 건담 MSV》의 문자 설정에서 처음으로 등장했다. 죠니 라이덴 상사(당시)가 일주일전쟁에서 탑승하는 기체이다. 만화 《기동전사 건담 MSV 전기 죠니 라이덴》에서는 본래 전신을 빨간색으로 도장할 예정이었지만 도료가 부족하여 오른쪽 어깨의 실드, 왼쪽 어깨의 스파이크 아머, 콕피트 해치, 등 부분의 백팩만 빨간색으로 되어 있다.
검은 삼연성 전용기
《기동전사 건담 MSV》의 문자 설정에서 처음으로 등장했다. 검은 삼연성이 탑승하여 루움 전역에서 레빌 장군을 포로로 생포하였다.
〈가샤폰 전사〉의 씰에서는 전신이 밝은 회색, 동력 파이프는 어두운 회색으로 칠해져 있다.
만화 《건담 레거시》에서는 흑백으로 밖에 확인할 수 없지만 일반 도장과 같다고 생각된다. 3기 모두 왼쪽 어깨 아머의 스파이크는 제외되었으며, 자쿠 바주카를 휴대한다. 또한 당시 멤버의 계급은 가이아 중위, 매쉬 소위, 오르테가 소위로 알려져 있다. 레빌 장군의 탑승함인 마젤란급 "아난케"에 대해 나중에 "제트 스트림 어택"이라 불리는 전법을 처음으로 시도해 격침시킨다.
람바 랄 전용기
액션 피규어 〈건담 픽스 피규레이션 지오노그래피〉 #3003에서 입체화되었다. 자쿠 I 람바 랄 전용기와의 부품 교체식이며, 퍼스널 컬러인 파란색으로 도장되어 있다.
"자쿠와는 다르다! 자쿠와는!"이라는 유명한 대사를 남긴 람바 랄이 자쿠 II에 탑승했다고 여겨지는 것은 현재 본 제품 뿐이다. 서적 《기동전사 건담 전략전술대도감》이나 게임 《기동전사 건담 기렌의 야망》의 무비에서는 일주일전쟁에서 람바 랄 전용 자쿠 I을 확인할 수 있고 만화 《기동전사 건담 MSV-R 우주세기 영웅전설 무지개의 신 마츠나가》에서는 루움 전역 이후에도 람바 랄이 자쿠 I에 탑승하고 있다.

## 양산형 자쿠 II (F형)
애니메이션 《기동전사 건담》에 등장하는 "자쿠"에, 《건담 센추리》나 《기동전사 건담 MSV》 등의 설정이 추가된 것이다. 그 후 OVA 《기동전사 건담 MS IGLOO》 등에 등장한다. 전기형, 중기형이라고 불리며 형식번호인 "MS-06F"로부터 F형이라고도 불린다. 단순히 "자쿠" 또는 "자쿠 II"라고 하면 "F형"을 지칭하는 경우가 많다.
초기 양산형(C형)은 내핵 장비가 장비되어 있어서 중량이 2t에 달했기 때문에 이동성에 어려움이 있었다. 이 때문에 핵탄두의 사용이 금지된 남극조약 이후에 제작된 C형에서 내핵 방비용 3중 복합 장갑과 방사선 차폐액을 제거한 것이 F형이다. 열핵융합 제너레이터를 지오닉사와 M&Y 공사가 개발한 "F56-MYFG-M3ES"로 교체하고, 콕피트의 완충 장치도 이전형에 비해 강화되었다. 또한 팔 부분에는 무기 탑재용 시스템이 추가되어 있다. 자세제어용 로켓이 필요한 것의 최소한으로만 장비되었고, 열선의 방출을 억제해 적의 색적을 회피하는 조치를 취하고 있다. 이로써 함선을 조준을 뚫고 개전 초기에 전과를 올렸다.
그라나다 및 지온 본국에서 제조되어 일주일전쟁 시점에서 A형, C형과 함께 운용되었지만, 생산대수는 그다지 많지 않아 일주일전쟁 후에 접수된 콜로니의 공업 블록에서 증산이 이루어졌다. 생산된 시기와 공장에 따라 세부 사항은 달라서 S형의 등장 이전에 머리에 중대장 마크를 단 기체도 존재했었다. 후에 파일럿의 요청에 맞추어 F형으로부터 발전한 S형이 개발되었다.
퍼스널 커스텀기
도즐 자비 전용기
《기동전사 건담 MSV》에 등장한다. 가장 유명한 F형의 커스텀기로 신장이 2m가 넘는 거한인 도즐 자비 중장이 탑승할 수 있도록 콕피트의 용적을 대형화했다. 스파이크는 양쪽 어깨에 4개씩 양 손등에 3개씩 장착했고 전신의 가장자리를 금색으로 인그레이빙했다. 인그레이빙은 도즐 자비의 취미가 아니고, 어떤 기술 사관이 제안한 것이다. 도즐은 본기를 타고 전선으로 나가 병사들의 사기를 북돋았다. 전장 시찰을 구실로 실전 참가했으며, 이 때 머신건 등의 화기는 일절 들지 않고 전용의 대형 히트 호크만을 휴대하였다. 본기는 솔로몬 공략전 시에 격납고에서 소실된 것으로 여겨진다.
만화 《기동전사 건담 MSV-R 우주세기 영웅전설 무지개의 신 마츠나가》에서는 부하의 제지에도 아랑곳하지 않고 루움 전역으로 단독 출격하였다. 또한 어깨 아머의 대형화 등 개수가 이루어져 히트 호크 외에 스러스터가 달린 대형 해머 "자이언트 워해머"를 휴대하고, 지구연방군의 "안타레스 작전"에 의한 솔로몬 습격 시에 출격하였다. 그러나 프로토 G파이터와의 전투에서 기체는 폭산하고, 도즐은 폭발 볼트를 작동시켜 목숨을 건졌다.
많은 서적에서는 F형으로 되어 있지만 《엔터테인먼트 바이블 .1 기동전사 건담 MS 대도감 [파트.1 일년전쟁편]》 23쪽에는 S형으로 기재되어 있다. 또한 히트 호크에는 명확한 설정화가 없기 때문에 해석은 그때그때에 따라 다르다.
죠니 라이덴 전용기
《기동전사 건담 MSV》의 문자 설정에서 처음으로 등장했다. 죠니 라이덴이 루움 전역에서의 공적으로 대위로 진급하면서 C형에서 기종 전환을 하였다. 게임 《기동전사 건담 기렌의 야망》에서는 빨간색(크림존 레드)와 검은색으로 도장되어 있으며, 이는 훗날의 고기동형 자쿠 II 후기형(R-2형)과 동일한 퍼스널 컬러이다.
신 마츠나가 전용기
《기동전사 건담 MSV》의 문자 설정에서 처음으로 등장했다. 신 마츠나가가 루움 전역에서의 공적으로 중위로 진급하면서 C형에서 기종 전환을 하였다. 왼쪽 어깨에 스파이크 아머와 머리를 흰색으로 도장했고, "하얀 늑대"의 앰블럼과 글자를 오른쪽 어깨 실드에 그려 넣었다. 게임 《기동전사 건담 기렌의 야망》에서도 이것을 답습하였고, 다른 부분은 보통의 자쿠 II의 도장으로 그대로 두었다.
만화 《기동전사 건담 MSV-R 우주세기 영웅전설 무지개의 신 마츠나가》에서는 루움 전역 직후의 초계 임무나 전승 퍼레이드 때 사용했지만, 곧바로 FS형으로 기종을 갈아탄다.
만화 《건담 파일럿 열전 창공의 용사들》에서는 지구강하작전 참가시 전신이 흰색을 기조로 도장되었다.
애너벨 가토 전용기
무빅에서 발행한 《건담 일년전쟁 2000년판 캘린더》에 등장한다. 나중에 "솔로몬의 악몽"으로 불리며 연방군이 두려워한 애너벨 가토가 탑승하는 기체이다. 캘린더는 정렬하고 있는 자쿠 II들 중의 1기로서 CG로 그려져 있어서 가슴 윗부분 밖에 보이지 않지만, 《하비 재팬》 1999년 12월호에 오오카와라 쿠니오에 의한 컬러 화고가 게재되어 전체 모습을 볼 수 있었다. 머리에 블레이드 안테나를 장비하고 동체가 녹색, 기타 부분은 파란색을 기조로 도장되었다. 형식번호는 "MS-06"으로 되어 있으며, C형일 가능성도 있다. 《선라이즈 영웅담》에서 사용된 CG 데이터를 유용했으며, 전완부 등 일부 형상이 다르다. 또한 캘린더에서는 가토기 뒤에 왼쪽 어깨의 스파이크 아머와 오른쪽 어깨의 실드가 파란색, 그 외 부분은 노멀한 도장이라고 생각되는 자쿠 II 2대가 그려져 있다.
에미코 제라드 전용기
만화 《기동전사 건담 U.C.0096 라스트 선》의 회상에서 등장한다. 무사이급 메일멜 소속의 에미코 제라드가 탑승하는 기체로 퍼스널 컬러인 청동색을 기조로 진한 파란색, 회색, 검은색으로 도장되어 있다. 머리에 블레이드 안테나를 장비하고, 스파이크 아머를 양어깨에 장착하고 있다. 아 바오아 쿠 방어전에서 "지옥같은 소리"를 내면서 잇달아 적기를 격추해 연방군 병사들로부터 "청동의 원성"이라는 별명으로 공포의 대상이 되었지만, 그 소리는 스피커의 노이즈 때문이었다고 한다. 우주세기 0096년에도 예비기로 메일멜에 보관되고 있다.

### 마이너 버전 (F형)
중기 양산 F형
《기동전사 건담 0080 주머니 속의 전쟁》의 건프라 〈1/144 MS-06FZ 자쿠 改〉의 조립 설명서에 등장한다. 메카닉 디자이너는 후쿠치 히토시이다.
자쿠 II (포수용)
《전격 하비 매거진》 2002년 6월호의 게재 기획 〈건담 시크릿 웨폰즈 팬텀 브렛〉에 등장한다.
일년전쟁이 끝난 뒤 달에 잠복해 있던 지온군 잔당이 자멜용의 680mm 캐논포를 전용한 "자멜포"를 운용하기 위해 정크 파츠를 이용해 F형을 개조한 기체이다. 실드를 제거한 오른쪽 어깨에는 자멜포용의 포가(砲架)가 장착되어 있어서 이것으로 자멜포의 포신을 메는 형태로 포격을 실시한다. 이 밖에 머리의 센서는 모노 아이에서 조준용 카메라로 변경되었고 자멜포 발사시의 반동이나 머즐 플래시에 대비하기 위해 오른쪽 다리에 스파이크 판이 증설되어 전함의 외장으로부터 잘라낸 대형 실드를 왼팔에 휴대하고 있다. 또한 흉부에는 F2형을 연상시키는 장갑판이 추가되어 있다.
프랑시 상사가 탑승해 자쿠 II (측거수용) 및 발사각 분석을 담당하는 겔구그 J와 함께 "자멜포 부대"를 편성해 달에서 저격 테러를 하지만, 우주세기 0082년에 건담 시작 0호기와 교전하고 포박당한다.
자쿠 II F형 (저격장비)
온라인 게임 《기동전사 건담 온라인》에 등장(형식번호: MS-06F)한다.
F형을 베이스로 하는 저격용 모빌 슈트(MS)이다. 자쿠 I 스나이퍼 타입과 같은 형태의 백팩을 장비하고 있지만, 자쿠 I 스나이퍼 타입용의 빔 스나이퍼 라이플(연사 강화형 빔 스나이퍼 라이플)뿐만 아니라 차지 빔 스나이퍼 라이플 등 다른 저격용 무장도 휴대할 수 있다. 또한 S형을 베이스로 한 자쿠 II S형 (저격장비)도 존재한다.

## 자쿠 II (FS형)
《기동전사 건담 MSV》에서 처음으로 등장했지만, 그 이전에 오오카와라 쿠니오가 본기와 흡사한 자쿠 II의 머리 일러스트(흰색을 기조로 하고 있음)를 발표했다. 명칭은 "자쿠 II FS형"이지만, 단순히 "자쿠 II (○○ 전용기)"로 표기되는 경우도 많다. 또한 서적 《기동전사 건담 MS 대전집》 시리즈에서는 형식번호가 오랫동안 "MS-06S"으로 되어 있었지만, 2013년판에서 수정되었다.
F형의 머리에 30mm 기관포 4문을 증가 장비해 백병전에서의 화력을 강화한 마이너 체인지판이다. F형의 생산라인에서 일정 비율로 개조됐는데 상태가 양호한 완성기를 베이스기로 하는 경우가 많아서 생산대수는 그다지 많지 않다. 백팩은 F형을 베이스로 S형에 가까운 디자인을 하고 있다. 다른 기체를 위해 개발된 신형 로켓 모터를 탑재한 기체도 있고 카탈로그 스펙상 스러스터의 추력도 향상됐지만 스펙 자체에 편차가 있다.
S형이 등장할 때까지 상위 기종 중 하나로 부대 지휘관과 근접전을 주임무로 하는 부대에 배치되어 있었지만, 실전 참가 기록은 거의 없다.
무장
30mm 기관포
머리 부분에 4문이 장비되어 있다. 효과는 기대만큼 크지 않고, 문 수가 많아서 근접 전투에서의 명중률은 상당히 높지만 위력은 낮아서 위협이나 견제 이외에는 효과가 희박한 것으로 알려져 있다. 게다가 장탄수가 적기 때문에 10초 정도 쏘면 다 쏴버리게 된다.
구경은 40mm(40mm 게틀링 포 모두)로 하는 자료도 있지만, 실제로는 계획만으로 끝나버렸다.
퍼스널 커스텀기
가르마 자비 전용기
《기동전사 건담 MSV》에서 등장한다. 지구 공격군 사령인 가르마 자비 대령의 지구 침공 작전 이후부터의 탑승기로, F형의 선행 양산기를 개수하였으며 퍼스널 컬러인 진한 갈색(통칭 "가르마 패턴")으로 도장되어 있다. 의례용 기체라고도 하지만 튠업을 통해 전반적으로 성능이 향상되었다. 제1차 지구강하작전 시에 가르마가 탑승했다고 여겨지지만, 전과 등은 알려져 있지 않다.
만화 《기동전사 건담 우리들 연방우련대》에서는 일년전쟁 말기 북미전선에서 전사한 가르마를 사칭한 타라 I. 키케로가 탑승해 지온군 병사들을 선동하는 데 이용하지만 코르테스 중위가 탑승한 픽시에 의해 중파된다.
만화 《기동전사 건담 MSV-R 죠니 라이덴의 귀환》에서는 "뉴아크시 해방 10주년 기념전"에 구프 복합시험형과 함께 전시되었다.
신 마츠나가 전용기
《기동전사 건담 MSV-R》에 등장한다. 신 마츠나가의 중위 시절의 탑승기이다. 퍼스널 컬러인 흰색을 기조로 도장되어 있지만, 발등 등 일부에 파란색이 도장되어 있다. 왼쪽 어깨에는 "狼(늑대 랑)"이라는 한자가 새겨져 있다. 성능면에서는 마츠나가의 요청에 따라 여러 차례 튠업을 했으며, 기동 성능을 FS형의 한계까지 끌어올렸다. 마츠나가가 고기동형을 수령한 후에 본기는 그라나다 기지 수비대로의 배치가 결정되지만, 지오닉사의 요청에 의해 연구 기체로 재정비되지 않은 현재 상태 그대로 보내졌다.
만화 《기동전사 건담 MSV-R 우주세기 영웅전설 무지개의 신 마츠나가》에서는 루움 전역 후 F형으로 기종 전환한 며칠 후에 바꿔탄다. 다이쿤파 반란군을 진압할 때에는 대형 히트 호크를 휴대했다. 그 후 돌격기동군으로 전속되었을 때에도 이동할 목적지인 그라나다 기지로 반입되었다. 그해 말 도즐 자비 중장의 밀명에 의한 데긴 자비 공왕에 솔로몬 증원 요청 임무시 가가우르급 "페를루 느와르"에 계류돼 사이드 3로 향하지만 코레히도르 암초 주역에서 키마이라 부대의 습격을 받는다. 대형 히트 호크와 MMP-80 자쿠 머신건 및 섬광탄 2개를 장비하고 출격해 다수의 겔구그를 상대로 선전하지만 대장인 죠니 라이덴 소령의 고기동형 겔구그의 속공에 의해 왼팔을 제외한 사지와 머리가 파괴되며 폭산한다. 마츠나가는 무사히 탈출하지만 포박된다.
에릭 맨스필드 전용기
《기동전사 건담 MSV-R》에 등장한다. 지온 공국 방공본부 소속 에릭 맨스필드 소령(당시)이 탑승하는 기체이다. 나중에 R-1A형과 같이 퍼스널 컬러인 진한 회색으로 도장(칠 구분은 다름)되었다. 머리 부분 기관포 중 2문을 폐쇄하고 탄환의 탑재량을 증가하는 개조를 했다. 초기 생산형이라 엔진 트러블이 잦고, 대체기인 F형으로의 출격이 많아 고기동형으로의 조기 기종 전환의 요인이 되었다고도 전해진다.
마이어 전용기
만화 《기동전사 건담 MSV-R 우주세기 영웅전설 무지개의 신 마츠나가》에 등장한다. 도즐 자비 친위대(마츠나가 소대) 소속의 마이어 소위가 우주세기 0079년 9월에 탑승하였다. 블레이드 안테나는 장비하지 않는다. F형의 마츠나가 소대기와 마찬가지로 왼쪽 어깨에 "W02"라는 번호와 왼쪽 흉부에 라인이 있지만, 라인은 흰색이 아니다. 또한 왼쪽 다리에 번호와 라인은 없다(실드는 불명). 솔로몬 철수전 이후 마이어는 일반 F형에 탑승한다.
비슈 도너휴 전용기
사에타니 우메타로우의 만화 《기동전사 건담 GROUND ZERO 콜로니가 떨어진 땅에서 -RISE FROM THE ASHES-》에 등장한다. "황야의 신뢰"라고 불리는 비슈 도너휴 중위가 구프를 타기 전에 탑승하는 기체이다. 자신의 일격이탈 전법에 특화하기 위해 등 부분에 라케이텐 가르덴을 장비 양 다리 부분에도 스러스터가 2기씩 증설된 것을 확인할 수 있다. 양어깨에 스파이크 아머를 장비하고 구프용 실드를 휴대한다. 기체색은 알려져 있지 않으며, 구프용 실드에는 "척안의 촉루"의 퍼스널 엠블럼이 그려져 있다.

## 지휘관용 자쿠 II (S형)
애니메이션 《기동전사 건담》에 등장하는 "샤아 전용 자쿠"에 《건담 센추리》의 설정이 부여된 것이다. 형식번호는 《건담 센추리》 발행 직전에 공개된 극장판 제1부의 팜플렛에서 "MS-06(S)" 또는 "MS-06S"가 처음으로 표기된 것이다. "샤아 전용 자쿠 (II)", "자쿠 II (샤아 아즈나블 전용기)"외의 명칭은 "지휘관용 자쿠", "지휘관형 자쿠 II"가 있으며, 단순히 "자쿠 II"라고도 불린다. 그러나 본 기체에 한정하지 않고 F형이나 F2형, FZ형 등에서 블레이드 안테나를 장비한 기체도 "지휘관기"로 여겨지기 때문에 본 문단에서는 형식번호에서 유래하는 "S형"을 구별하여 서술한다.
중대장급의 우수한 파일럿의 요청에 따라 개발된 타입이다. 처음에는 C형을 발전시킨 고기동형 (R형)을 개발, 생산할 예정이었지만 개전 전의 시점에서는 개량할 부분이 많아 생산 효율이 나빠졌기 때문에 보류되고, 대신하여 개발되었다. "R형의 설계 사상에 기초한 기체를 F형의 설비로 생산한다"라고 하는 선행 시제기라고도 부를 수 있는 기체이며 기동성 향상을 위한 기술 개발의 실전 투입 시험기로서의 측면도 가지고 있다.
F형을 베이스로(C형이라는 설도 있음) 추진 엔진의 출력을 30% 증가시키고, 기체의 구조재에 특수 재료를 사용한 고성능 타입이다. 외관상으로는 F형과 거의 다르지 않는 것처럼 보이지만, 내장 부품은 특수한 것이 많아 기체의 성능은 20%정도 향상되었다. 그러나 기본적으로는 각 부분의 유닛 규격을 유지한 상태에서의 고성능화이며, 부품 단위로 수율이 좋은 것만 엄선되었으며 F형과의 부품 공유율은 80% 또는 90%이며 서로 대체가 가능하다. 또한 장갑재의 조성과 구조도 개선되었다. 고성능이지만 매우 다루기 어려운 기체여서 초보자가 탑승할 경우 제대로 된 작전 행동을 하기 힘든 것으로 알려져 있다. 기동성은 향상된 반면 가동시간은 F형보다 짧다고 하는데 이는 수치상의 오해이며 전투시에 스러스터의 사용 빈도를 올리지 않으면 전투 시간이 확대되기 때문에 본 기체에 탑승하는 파일럿들에게 높은 평가를 받고 있다. 또한 옵션 없이 대기권 내외의 환경에 대응이 가능하며 고급기로서의 측면을 가지고 있다.
주로 그라나다의 실험장에서 테스트가 진행되었는데, 그 내용에는 대MS전을 염두에 둔 모의 전투도 포함되어 있었다. 2주간의 테스트 후 몇몇 공장의 사용 허가를 얻어 각 부품의 튠업 및 개수를 시작했다. 생산 라인에서 뽑아낸 프레임에 실제 장비하여 실증 테스트를 반복하였다. A형보다 조금 늦게 생산이 시작되었는데 몇 대가 생산된 속칭 "초기 타입"으로 불리는 기체는 다리 부분의 실루엣은 그대로이며 유닛 측면에 서브 스러스터를 증설한 사양이다. 그러나 베테랑 파일럿에 의한 실제 가동 데이터에 의하면 다리 부분의 스러스터는 자세 제어 뿐만 아니라 기동 그 자체에 충당하는 편이 종합 추력을 향상시키는 데 도움이 된다고 판명된다. 본 기체의 개발 개시로부터 한 달 정도 만에 전용 로켓 모터가 완성된다. 그러나 한정된 용적으로는 목표 스펙을 달성하는 것이 어려웠고, 외장 형상에도 약간의 수정이 가해졌다. 이러한 개수를 기본 구조로 하여 본격적인 생산이 시작되었으며, 0078년 후반에(일년전쟁 발발 전후의 4~5개월 간 모두) 집중적으로 실전배치되었다. FS형과 함께 신예기의 비밀 유지를 위해 전부 지온 본국에서 생산되었으며, 개전 초기까지 F형으로 운용되는 등의 정보 조작도 이루어졌다. 최종적으로 약 100대가 생산되어 일년전쟁의 서전에서 눈부신 전과를 올렸다. 주로 지휘관용으로 배치되었기 때문에 "지휘관용 자쿠"로 호칭될 수도 있을 것 같지만, 어디까지나 통칭이며 제식명칭은 아니다.
기체 구조
머리
블레이드 안테나는 F형의 것과 동등한 부품이 사용되었지만 지휘관기로서 통신 기능이나 색적 능력의 향상을 위해 기부의 구조 등에 변경이 가해졌다. 또한 모노아이는 그라모니카사의 기술 주임이 직접 갈고 닦은 명품이 사용되었다는 소문도 있다.
몸통
열핵반응로는 S14-MYFG-M5ESX를 2기 탑재한다. 정격 출력은 F형과 동등하지만 최대 출력의 지속 시간이 20% 정도 연장되어 열핵 로켓의 최대 전투 출력을 통한 가동 시간의 연장에 기여하고 있다. 또한 구조 재질의 개선 등으로 5% 정도 경량화되어 전체적인 파워 웨이트 비율의 향상에 기여하고 있다.
메인 스러스터는 프로펠런트의 회전과 연소실의 구조 개선 등에 의해 F형과 거의 같은 크기이면서도 30%나 증가한 출력을 자랑한다. MIP사에서 파견 나온 기술자가 설계 사양을 변경한 것으로 알려져 있으며, 차기 MS용 스러스터의 개발에도 이때 개발된 기술이 투입됐다고 한다.
콕피트는 몇 가지 자동 기능과 각종 리미터가 우회할 수 있기 때문에 조작계 콘솔에 다소 개조가 되어 있으나 어디까지나 F형의 규격에 준거해서 이루어지고 있다.
팔
유체 내 펄스 시스템의 고속화가 도모되었으며 일부 자동 기능이 배제되어 F형보다 토크나 반응성이 향상되었다.
매니퓰레이터의 촉감 센서 유닛은 의료기기 메이커의 오스카로그 정밀 공업의 기술 제공을 받았거나 또는 특별 제작 디바이스가 공여되었다고 말해지며, 일설에는 숙련자라면 계란을 깨지 않고 벨 정도의 정밀도와 피드백 능력을 가진 것으로 알려져 있다.
에너지 공급 시스템의 고효율화로 인해 본 기체가 기성품인 히트 호크를 사용하면 바로 과부하가 걸리기 때문에 급작스럽게 전용 발열체가 개발된 것으로 알려져 있다. 그러나 형식번호는 "Type 5"와 F형의 것으로부터 바뀌지 않았다.
다리
스러스터가 증설되었다. 이것과 추진 엔진의 고출력화에 따라 프로펠런트의 용적율이 8% 증가했으나 기본적으로 적은 연료 적재량은 두고두고 큰 문제가 되었다. 또한 이러한 공간을 확보하기 위해서 각종 자동 기능 등을 통괄 제어하는 각 부분 파츠가 배제되었다. 이것에 의해 AMBAC의 자동 제어가 다소 다루기 어렵게 되었지만, 반대로 임의로 제어하기는 쉬워졌다. 게다가 숙련자에게는 불필요한 리미터가 오프라인으로 바뀌었고, 충분한 기량을 갖춘자에게는 매우 평판이 좋았다고 한다. 전용의 로켓 모터는 연소실 등을 포함한 구조체를 작게 만들어 억지로 자쿠의 규격에 맞추었다.
작품 내에서의 활약
《기동전사 건담》 제2화에서 샤아 전용기가 처음으로 등장한다. 사이드 7에서 출항한 화이트 베이스로 보통의 3배의 속도로 접근했고 오퍼레이터인 오스카 더블린은 "이러한 속도로 접근하는 자쿠는 있을 수 없다"라고 말하지만 함장인 파올로 카시어스는 루움 전역에서 5척의 전함을 격침시킨 샤아의 기체로 단정하고 "샤아다. 붉은 혜성이다. 도망쳐라!"라고 외친다. 그 기동성과 탁월한 조종 기술로 조종에 익숙하지 않은 아무로 레이의 건담을 농락하지만, 자쿠 머신건으로 건담을 직격했음에도 치명상을 입히지 못하고 퇴각한다. 그 후에도 샤아는 집요하게 화이트 베이스를 추격해 수차례 건담과 교전하지만 격파하지 못하고 제10화의 뉴야크의 폐허에서의 전투를 끝으로 샤아 전용 자쿠 II는 등장하지 않는다. 제11화에서는 출격하지 않았던 이유를 전기 회로가 고장났기 때문이라고 속이고 있다. 또한 그리프스 전역을 무대로 한 OVA 《건담 이볼브../12 RMS-099 릭 디아스》에서는 크와트로 바지나가 탑승하는 릭 디아스에 인스톨되어 있는 시뮬레이터에서의 적기로 등장한다.
TV판 《기동전사 건담》에서는 샤아 전용기 외에 S형은 등장하지 않는다. 극장판 《기동전사 건담 III 해후의 우주》에서는 아 바오아 쿠에서 부하의 자쿠 II를 참호 밖으로 밀어내고 자신만 숨은 직후 미사일의 유탄에 의해 격파되는, 블레이드 안테나를 장비한 표준 도장된 기체가 등장하지만 F형인지 S형인지는 불분명하다.
OVA 《기동전사 건담 MS IGLOO 묵시록 0079》 제2화에서는 12월 28일에 연방군 우주함대를 강행 정찰하는 검은색을 기조로 한 컬러링의 2기 가운데 1기는 블레이드 안테나를 장비하고 있다. 이 기체는 S형과 F형의 2가지 설이 있다. 통신으로 함대가 아 바오아 쿠로 진군하고 있는 것을 전하지만 2기 모두 격파된다.
소설판 《기동전사 건담 0083 스타더스트 메모리》에서는 노이엔 비터 소장이 탑승하는 기체(애니메이션판에서는 F2형)를 S형으로 보고 있다.
퍼스널 커스텀기
샤아 아즈나블 전용기
《기동전사 건담》에서의 활약은 위에서 서술한 바와 같다. 컬러링은 "붉은색"이라고 하지만, 엄밀하게는 연어 핑크와 적갈색을 기조로 한다.
OVA 《기동전사 건담 제08MS소대》에 수록된 영상 특전 〈우주세기 여화 파일럿편 1 샤아 아즈나블〉에서는 루움 전역에서의 활약이 그려진다. 짧은 시간에 5척의 전함을 격침시키는 공격은 "샤아의 5척 뛰기"로 불리며 기체색으로 인해 "붉은 혜성"이라는 별명을 얻게 된다. 또한 스러스터의 분사와 동시에 함체를 걷어차는 것으로 보통보다 3배나 빠른 속도를 낸 것으로 알려져 있다. 또한 《건담 센추리》에서는 3배의 속도는 주로 샤아의 기량에 의한 것으로 되어 있다. 또한 수령한 기체는 앞서 서술한 "초기 타입"이라고 하는 설도 있다. 개발에 참여한 엘리엇 렘 소령이 직접 전달하러 가서 특히 공을 들인 조정을 하고 조작법을 지도했다고 알려졌는데, 지온 공국군의 프로파간다로서도 선전되고 있다.
검은 삼연성 전용기
《기동전사 건담 MSV》의 문자 설정에서 처음으로 등장했으며 《기동전사 건담 MSV-R》에서 컬러 화고 및 설정이 추가되었다.
검은 삼연성이 고기동형 자쿠 II (MS-06R-1A)를 타기 전에 탑승하는 기체로 루움 전역에서 레빌 장군을 포로로 잡은 공로로 C형에서 기종 전환을 하였다. S형 3기로 소대가 구성된 것은 이례적인 일이지만 이는 대원의 높은 훈련도와 독자적인 전법인 "제트 스트림 어택"을 고려한 것으로 알려져 있다.
컬러링은 거의 R-1A형과 같으며 백팩과 실드에 노란색으로 돌격기동군의 엠블럼이 그려져 있다. 가이아기만 머리에 블레이드 안테나를 장비한다. 오르테가기는 백팩에 씌우는 형태로 S형 전용 컨테이너형의 백팩이 장착되어 있으며, 머신건이나 바주카의 예비 탄창을 수납한다. 이것은 폭발 볼트에 의해 전투 중에 폐기할 수도 있다. 또한 시제 무장들을 운용 시험을 겸해 적극적으로 사용함으로써 MS의 전술 구축에도 기여하였다. 남겨진 전투 기록에 따르면 가이아기는 연결 바주카, 매쉬기는 2연 바주카와 M-120AC (총검 포함) 자쿠 머신건, 오르테가기는 2연 바주카와 대형 히트 호크를 휴대하였다.
만화 《건담 레거시》에서는 남극조약 체결 전에 수령해 능숙하게 조종을 하고 있다. 흑백으로 밖에 확인할 수 없지만, MSV-R판과는 다리 부분의 도장 구분이 다르다. 컬러링은 매쉬가 발안한 것으로 여겨진다.
C3AFA 도쿄에서 한정 판매된 〈1/100 MG MS-06S 자쿠 II 검은 삼연성 가이아 전용기 컬러〉에서는 《MSV-R》판과는 다른 컬러링의 화고(채색: 하세가와 준)가 부속되었고, 키트의 성형색도 이것에 준하고(패키지는 샤아 전용기인채로) 있다. 머리, 팔뚝, 백팩 등이 검은색, 다리와 실드가 연보라색, 몸통이 연녹색으로 칠해져 있다. 블레이드 안테나를 장비하였고, 0079년 2월에 그라나다에서 나온 것으로 여겨진다. 또한 가이아의 계급은 소위로 되어 있다.
죠니 라이덴 전용기
《기동전사 건담 MSV-R》에 등장한다. 죠니 라이덴 대위(당시)가 탑승하는 기체이다. 도장은 후의 R-2형과 약간 다르며, 밝은 빨간색을 기조로 일부 크림존 레드와 다크 그레이가 배치되었다. 또한 실드에는 지온 공국 마크와 함께 "푸른 번개와 녹색 별"이 그려져 있으며, 지온 공국 마크는 리페인팅 때 추가되었다. R-2형에 있는 일각수의 엠블럼은 사용되지 않는다. 이상의 컬러링은 S형으로 기종 전환 후에 여러 공적으로 퍼스널 컬러가 허가된 후에 이루어졌으며, 처음에는 표준 도장에 몸통, 스파이크 아머, 실드만 빨간색으로 칠해졌다. M-120AC 자쿠 머신건과 자쿠 바주카를 휴대하는데 이들의 일부분도 빨간색으로 칠해져 있다.
0079년 4월경 순찰 중인 살라미스급 순양함 1척을 소대로 강습해 나포하였다. 또한 동료기인 F형은 표준 도장이지만, 스파이크 아머 중앙에 빨간색 라인이 들어가 있다.
로버트 길리엄 전용기
《기동전사 건담 MSV-R》에 등장한다. 로버트 길리엄 중령(당시)이 탑승하는 기체이다. 이후의 R-2형과 동일한 스카이 블루와 크림 옐로의 퍼스널 컬러로 도장했지만, 색칠 구분된 부분은 다르다. 보급함대 호위 임무시 함대의 방패가 되어 응전 중 실드 째로 오른팔을 파괴당했음에도 왼팔로 머신건을 쥐고 전투를 속행하여 임무를 수행했다.
개비 해저드 전용기
《기동전사 건담 MSV-R》에 등장한다. 개비 해저드 소령(당시)이 탑승하는 기체이다. 이후의 R-2형과 동일한 녹색과 검은색으로 도장(이쪽은 색칠 구분도 왼쪽 어깨를 제외하고는 거의 동일함)되어 있다. 메인 엔진을 중심으로 튠업이 되었으며 주로 기체 컬러와 동일하게 칠한 자쿠 바주카를 휴대하고 있다. 본 기체로 기종 전환 후에 투입된 작전에서 추진제를 다 써버려 조종 불능상태에 빠져 수시간 동안 작전행동 중 행방불명이 된다.

### 마이너 버전 (S형)
유리 코벨 전용 자쿠 II
만화 《기동전사 건담 반디에라》에 등장(형식번호: MS-06Le)한다.
원래 축구 선수였던 유리 코벨 중위가 탑승하는 기체이다. 왼손잡이인 유리의 특징을 살리기 위해 일반형의 무장을 좌우 반전시켰으며, 스파이크 아머를 오른쪽 어깨에 장비한다. 또한 출력을 최대한 발휘하기 위한 경량화로 실드는 장비하지 않는다. 컬러링은 연분홍색을 기조로 왼쪽 가슴에 유리가 소속된 지온 최강의 축구 클럽 "옥란트 렙스"의 로고 및 왼쪽 어깨에 가로로 3개의 선이 그어져 있다. 작품 내에서는 "렙스 컬러의 자쿠"라고 선전 영상의 해설로 홍보되고 있다. 바주카는 《기동전사 건담 THE ORIGIN》에 등장하는 MS용 바주카 A2형을 장비한다.
지구로 강하하여 육전 사양의 신기체로 갈아타지만, 외관은 동일하다. 추가 무장으로 왼쪽 다리에 3연장 미사일 포드를 2기 겹쳐 장비한다. 캘리포니아 베이스에서는 장갑을 깎는 등의 경량화에 의한 반응성의 향상을 도모하였지만, 동시에 자쿠의 성능 한계도 지적되었다.
F형, S형, J형 중 어떤 것을 베이스기로 하고 있는지에 대해 작품 내에서는 언급이 없지만 《하비 재팬》 및 《빅 코믹 스피리츠》에 게재된 선라이즈 및 반다이 스피리츠 협력에 의한 모형 작례에서는 〈1/100 MG 샤아 전용 자쿠 Ver.2.0〉을 베이스로 하고 있다.
샤쿠 유미코 전용 자쿠
게임 《기동전사 건담 외전 우주, 섬광의 끝에서...》에 등장(형식번호: MS-06SHAKU)한다.
이 게임에서 미유 타키자와의 성우를 맡은 샤쿠 유미코의 전용기라는 설정의 기체이다. "러브 융합로"라는 동력원을 탑재하고 있으며, 백팩은 하트 모양의 것으로 변형되었다. 무장은 드럼 탄창에 하트 모양을 장식한 "러브 머신건" 외에 일반적인 자쿠 II용의 무장을 휴대하는 것도 가능하다.
메카닉 디자인은 토니 타케자키가 담당하였다. 게임 내에서는 네트워크 랭킹 모드용 다운로드 기체로서 전달되었고, 〈모빌 슈트 인 액션!!〉으로의 상품화도 이루어졌다. 〈모빌 슈트 인 액션!!〉에서 백팩은 S형과 같은 형태이다.
자쿠 II S형 (저격장비)
온라인 게임 《기동전사 건담 온라인》에 등장(형식번호: MS-06S)한다.
S형을 베이스로 하는 저격용 모빌 슈트(MS)이다. 자쿠 I 스나이퍼 타입과 같은 형태의 백팩을 장비하여 자쿠 I 스나이퍼 타입용 빔 스나이퍼 라이플(연사 강화형 빔 스나이퍼 라이플) 뿐만 아나라 차지 빔 스나이퍼 라이플 등 다른 저격용 무장도 휴대할 수 있다.

## 자쿠 II (F2형)
OVA 《기동전사 건담 0083 스타더스트 메모리》에 등장한다. "자쿠 II F2형" 또는 "자쿠 II 후기형"으로 불리지만 단순히 "자쿠 II"로 여겨지는 경우가 많다. 메카닉 디자인은 카토키 하지메가 담당하였고, 베이스가 된 것은 잡지 기획 《건담 센티넬》의 라스트로서 1990년에 모형 잡지 《모델 그래픽스》에 게재된 〈건담 센티넬 0079〉에서 카토키가 리파인한 자쿠 II(MS-06F)이다. 카토키에 의하면 협의에서는 "FZ형에 얽매이지 않는 자쿠"라고 하는 컨셉이었지만 왠지 하반신이 FZ형과 아주 비슷해져 버렸다고 한다. F2형에서는 허리 스커트를 중심으로 일부 디테일이 생략되었다.
기체의 경량화와 제너레이터 출력의 향상을 목적으로 F형을 개수한 후기 생산형이다. F형의 지구 강하 작전 이후의 실제 가동 데이터가 반영되어 기본 스펙을 "대MS전투"까지 끌어올리는 것을 목표로 하고 있었다고도 말해진다. F형의 약점인 콕피트 해치 주변 장갑의 취약성을 해소하기 위해 사양이 변경되고 흉부에 증가 장갑이 부착되어 있어 다른 자쿠 계열기와 가장 큰 차이를 보이고 있다. 콕피트는 돔에서 채택한 다이렉트 인 방식의 개량형으로 좌우 어느 쪽에서나 탑승이 가능하다. 추진기와 자세 제어용 스러스터도 증설되어 F형보다 추력이나 출력이 향상되었고, S형만큼은 아니지만 종합 성능 향상형으로서의 측면도 가지고 있다. 또한 F형보다 중력 하에서의 전투에 적응력이 뛰어나 거의 무개조로 표준적인 군사 행동에 투입이 가능하다고 한다.
당시에는 신형기 개발 등이 급물살을 타고 있어서 생산 라인 확보에 어려움을 겪었지만 몇몇 생산 거점에서 제조되어 같은 시기에 생산된 연방군의 초기형 짐을 능가하는 성능을 자랑한다. 통합정비계획의 실시 이후에 생산된 기체는 "제2기 생산형"으로 불리며 콕피트와 일부 내장품, 일부 부품 소재의 스펙이 다른 사양이다. 이 기체는 기존의 기체에 비해 조작이 간편해 신병과 학도 동원병들에게도 환영받았다. 실제 운용에 관해서는 지온 공국군의 수직적 구조와 보급로의 단절 등으로 인해 뜻대로 되지 않았고 함락 후의 솔로몬 주변 영역과 아프리카 전선 등 일부 지역 및 주역에 편중된 형태로 배치되었다. 미납품 재고로 백 야드에 남겨져 있던 기체들도 상당수에 달해 일년전쟁 종결 후 지온 공국군 잔당의 전력으로 된 사례가 다수 보고되었고, 데라즈 분쟁과 관련한 대부분의 국면에서 본 기체가 관여하는 사태도 일어났다. 또한 전후에 많은 기체가 연방군에 접수되어 그대로 사용된 경우도 많다. 신병들도 다루기 쉽다는 점에서 훈련용이나 연습용으로 많이 사용되어, 제 몫을 하는데 기여했다고 자인하는 연방군 파일럿들도 적지 않다. 본 기체의 생산 설비의 대부분은 전쟁으로 인해 소실되었다. 또한 연방군이 본 기체를 재고찰함으로써 이후에 하이잭이 탄생하게 된다.
데라즈 플리트는 본 기체의 동체부와 팔뚝 부분을 유용한 드라체를 제조하였다.
기체 구조
머리
기본적으로 F형과 같은 구조지만 지금까지의 양산이나 타 기종의 개발을 통해서 얻은 노하우가 포함되었기 때문에 신뢰성 및 성능이 향상되었다. 수광부의 단말이나 계측계의 소프트웨어 등의 개량과 적외선 센서의 정밀도 향상, 대MS전투에 대응한 동태 센서나 격투시의 상황 파악 능력이 향상되어서 스펙적으로는 구프에 필적한다.
몸통
주동력로 관련 기술의 압도적인 진보에 따라 냉각 기구의 고효율화와 소형화를 달성하였으며, 공랭기구와 항주용의 구조를 단일 컴포넌트로 하고 있다. 백팩은 위아래의 스러스터가 큼지막하게 튀어나와 있다. 스커트 부분도 약간 개수되었고 장갑판의 이음새 부분이 보강되었다.
팔
새로운 생산의 효율화를 도모한 설계 변경이 행해졌다. F2형의 시점에서 지온 공국계 모빌 슈트(MS)의 매니퓰레이터는 거의 완성의 경지에 이르렀다고 말해지며 통합정비계획에 의한 설계 쇄신에서도 거의 그대로의 구조로 규격을 충족시킨 것으로 여겨진다. 제2기 생산형에서는 J형의 투입 등에서 얻은 데이터를 기초로 기본 구조나 소프트웨어에 중력 하에서의 가동에 대응한 셋팅이 행해졌다. 또한 팔꿈치 부분에 장갑이 추가되어 대형화되었다.
다리
F형과 J형의 기능을 겸비하고 있다. 과거에는 각각 교체할 필요가 있었지만 각 부품의 기능 향상과 소형화 등에 의해 가능해진 것이며 환경 적응 능력을 향상시켰다. 또한 기동성의 강화를 목적으로 스러스터가 증설되었고 발바닥에도 스러스터를 장비하여 추력을 향상시켰다.
작품 내에서의 활약
《기동전사 건담 0083 스타더스트 메모리》에서 처음으로 등장했다. 연방군에 접수된 3기가 토링튼 기지에서 파워드 짐의 어그레서로 운용된다. 컬러링은 같은 기지 소속의 짐 改와 같은 데저트 핑크와 다크 블루를 기조로 해 백팩이나 실드에 연방군 마크가 그려져 있다. 파일럿은 코우 우라키 소위, 척 키스 소위, 라반 커크스 소위이다. 우주세기 0083년 10월 13일에 데라즈 플리트에 의한 건담 시작 2호기 강탈 및 토링튼 기지 습격 때도 우라키 외에 2기가 출격하지만 커크스기는 게리의 돔 트로펜의 히트 사벨에 의해 양단된다. 제2화에서 키스기는 건담 시작 2호기의 수색대에 참가하여 아담스키의 돔 트로펜에게 목이 잘리지만 히트 호크로 베어 승리한다.
제4화에서는 아프리카의 킴벌라이드 기지에 잠복하는 지온 공국군 잔당이 소유한 6기가 등장한다. 컬러링은 각각 라이트 그린과 샌드 브라운을 기조로 하는 2종류가 있지만(모두 몸통과 머리, 사지의 색이 같다), 일부는 물자 부족으로 동류전용 정비를 위해 다리 부분과 그 이외의 색이 다른 기체도 있으며, 휴대 및 장비하는 무장도 각기 다르다. 또한 일부 기체는 머리에 아플리케 아머와 백팩에 라케텐 가르덴(로켓 부스터)를 추가했다. 10월 23일에 돔 트로펜 4기와 함께 연방군 알비온대와 교전을 벌인 뒤 기지 사령인 노이엔 비터 소장의 기체(라이트 그린으로 블레이드 안테나를 장비함)는 알비온의 브릿지에 육박하는 중에 건담 시작 1호기의 저격으로 콕피트를 관통당하고 최종적으로 모든 기체가 격파된다.
제7화에서는 발바로의 파일럿으로 예정돼 있던 쿠르트가 입을 잘못 놀리면서 케리 레즈너가 같은 기체에 무단으로 탑승해 출격한 데에 대한 뒷수습의 형태로 본 기체에 탑승해 교전하다 크로 암에 양단된다. 컬러링은 F형의 표준 도장을 답습한 녹색을 기조로 하고 있으며, 제9화 이후에는 같은 색의 기체가 데라즈 플리트의 주력기로 다수 등장한다.
만화 《기동전사 건담 C.D.A. 젊은 혜성의 초상》에서는 지온 공국군 잔당의 거점 "암브로시아" 소속의 무사이급 최종 생산형 "빔멜"에 탑재된 3기가 등장한다. 파일럿 중 한 명은 베른트 상사이다.
잡지 기획 《Advance of Z 티탄즈의 깃발 아래에서》는 지온 잔당 부대의 카자크 라손이 탑승한다. 실드에는 "SIEK ZEON!"이라고 쓰여져 있다. 0085년 8월에 콘페이토 근처의 룽가에서 겔구그, 릭 돔과 함께 티탄즈의 T3 부대와 교전하고 동료기들이 전투 불능에 빠지자 견인하고 이탈한다.

### 마이너 버전 (F2형)
자쿠 II F2형 (외우주용)
만화 《기동전사 건담 C.D.A. 젊은 혜성의 초상》에 등장한다. 명칭은 공식 가이드북에 의한 것(형식번호: MS-06F2)이다.
F2형을 베이스로 액시즈가 있는 외우주에서의 운용을 위해서 개량된 기체이다. 종아리 부분의 스러스터가 뒤로 옮겨지고 백팩은 상하 4개의 스러스터를 가진 것으로 교체되었다. 흉부의 형상은 보통의 F형에 가깝다. 이미 구식이 되어 앤디 중위와 리카르도 베가 등 일부 파일럿만 사용하고 있다.
앤디기는 액시즈로부터 지구권으로 향하는 잔지바르 카이급 "잉골슈타트"에 탑재되어 제너레이터 내장형의 대형 빔 라이플을 휴대한다. 이후 "암브로시아"에서 기동성 향상을 위한 강화 개량이 시행되어 다리 부분과 사타구니 부분에 차이가 생기게 된다.
자쿠 II (측거수용)
앞서 서술한 자쿠 II (포수용)과 같이 〈건담 시크릿 웨폰즈 팬텀 브렛〉에 등장(형식번호: MS-06F-2)한다.
자멜포에 장거리 정밀 사격을 위해 목표의 정확한 위치 확인을 목적으로 F2형을 개수한 기체이다. 머리의 센서류와 직접 연결된 총상형 거리측정기(카메라 건)을 휴대하고 있다. 또한 충돌구와 같은 달 표면의 지형에 대응하기 위해서 백팩에 로켓 부스터가 증설되어 있는 것 외에 거리 측정 중에 적과의 접촉에 대비해 구프 커스텀의 것과 같은 형태의 개틀링 실드로 무장하고 있다.
"교수"로 불리는 기밀 유출로 학직에서 쫓겨난 인사들이 탑승해 "자멜포 부대"를 편성해서 달에서의 저격 테러를 자행하지만 건담 시작 0호기와의 교전 끝에 포박된다.
자쿠 II [슈투처]
잡지 기획 《Advance of Z 티탄즈의 깃발 아래에서》에 등장한다. 지온 잔당군이 제작한 자쿠 II의 개수기이다. 형식번호는 MS-06F이지만, 베이스가 되는 것은 F2형이다. "슈투처"는 독일어로 "멋쟁이"라는 의미이다. 파일럿은 쇼터이다.
기체의 전흉부에 유선 유도식의 원격 조작 암 부품인 "윈치 유닛"을 왼쪽에, 겔구그의 빔 라이플을 개조해 고정 장비로 오른쪽에 각각 탑재한 것이 큰 특징이다. 윈치 유닛은 와이어 트랩 구축을 목적으로 하며 와이어 선단은 자쿠 II 본체와 같은 매니퓰레이터이다. 빔 라이플은 보호판에 묶여 있어 기체의 팔로 유지할 만큼의 자유도는 없지만 보호판 째로 크게 상하 가동할 수는 있다. 긴급 시에 윈치 유닛을 분리하기 위한 와이어 커터를 머리와 흉부에 가지고 있다. 그 외 머리나 흉부에 증가 장갑이 설치되고, 빔 라이플용의 증가 제너레이터가 장비되고 백팩이 대형화되는 등의 개수점이 있다. 일반적인 자쿠 II와 동일한 자쿠 머신건과 히트 호크도 장비할 수 있다.

## 자쿠 II 改(카이)
OVA 《기동전사 건담 0080 주머니 속의 전쟁》 및 애니메이션판 《기동전사 건담 UC》에 등장한다. 메카닉 디자인은 이즈부치 유타카가 담당하였다. 《기동전사 건담 0080 주머니 속의 전쟁》의 제작 발표 직후 잡지에서는 "MS-06F 자쿠"로 소개되었고 이즈부치도 당시 인터뷰에서 "리파인"이라고 했다. 이는 서적 《엔터테인먼트 바이블》 시리즈에서도 답습되고 있으며, 릭 돔 II나 겔구그 J와 달리 명칭이나 형식번호가 변경되지 않은 것은 생산대수가 많아 모두 개수기로 취급되었기 때문으로 풀이되고 있다. 건담 프라모델 발매 이후에는 다른 기체로 설정되었지만, 《아우터 건담》을 시작으로 하는 같은 시기의 《사이버 코믹스》 등에 게재된 만화에서는 본 기체의 디자인을 일반적인 자쿠 II의 리파인으로 그리는 것이 유행해 《기동전사 건담 0080 주머니 속의 전쟁》의 발매 종료 후에 같은 작품의 스태프에 의해 제작된 서적 《MS ERA 0001~0080 건담 전장 사진집》에서도 같은 방식으로 그려졌다. 이즈부치는 《기동전사 건담 0080 주머니 속의 전쟁》의 MS 디자인 중에서도 자쿠는 이미 완성된 디자인이기 때문에 어레인지하기가 힘들었다고 밝혔으며, 후에 이 디자인은 역시 지나쳤다고 말했다. 또한 건담 프라모델 발매 이후의 명칭은 " 자쿠 改" 또는 "자쿠 II 최종 생산형"이라고 되어 있었지만, 모형 잡지 《하비 재팬》에서 "자쿠 II 改"로 표기한 이후로는 이 표기로 거의 통일되었다.
통합정비계획에 의해서 개선된 제2기 생산형 모빌 슈트(MS) 중 하나이다. 연방군 MS의 등장과 지온 공국군의 신형기 개발로 자쿠 II 자체의 상대적인 성능이 떨어지기 시작했으며, 이로 인해 신형기의 데이터를 피드백해 튠업하였다. 또한 F2형의 개수 결과를 근거로 장갑 형상, 재질이나 기체 밸런스의 한층 더 철저한 재검토에 의해 지금까지의 자쿠 II와는 꽤 동떨어진 외관을 가지게 되었다. 가장 큰 개수점은 콕피트로 훈련이 부족한 신병이라도 충분히 취급할 수 있을 정도가 되었다. 게다가 기체 각 부분의 어포지 모터나 백팩의 스러스터를 증설하고 대형화시켰으며, 총추력은 전기형(F형)에 비해 70% 증가했다. 반면 추진제의 총량은 바뀌지 않아 전투 최대 추력시의 한계 시간은 절반으로 떨어졌다. 장갑도 상당히 강화되었고, 무장도 일신되어 연방군의 짐에게 밀리지 않는 상당한 고성능을 가지게 되었다. S형이나 R형에 필적하는 제너레이터 출력이나 스러스터 추력을 가지면서 F형에 필적하는 솔직한 조작성은 돔이나 겔구그에 필적하는 운동 성능을 끌어냈다고 여겨진다. 롤아웃은 종전 1개월 전으로 본 기체가 자쿠의 일년전쟁에 있어서의 최종 생산형이지만, 생산대수는 적다. 우주함대의 일부 부대(특히 학도병이나 신병으로 구성된 급조된 부대)가 사용했을 뿐 지구로 강하한 것은 아니며 실전 참가 횟수도 적다.
또한 머리의 베리에이션으로 "B타입"이라고 불리는 슈탈헬름을 쓴 것 같은 모양의 것도 있다. 이것은 현지에서 수리하거나 개조할 때 파일럿 등의 요청을 받아들여 머리에 증가 장갑을 부착한 것이다.
무장
핸드 그레네이드
오른쪽 사이드 스커트 아머에 3기를 표준장비한다. 크래커를 대신하는 MS용 수류탄으로 사용 시에 그립이 신장된다. 직격하면 MS의 팔을 파괴할 만큼의 위력을 지니고 있다.
애니메이션판 《기동전사 건담 UC》에서는 우주세기 0096년에 토링튼 기지를 습격하는 지온군 잔당의 데저트 자쿠, 도와지 및 돔 트로펜이 사용한다. 모두 왼손으로 2기를 한꺼번에 잡고 던진다.
또한 왼쪽 사이드 스커트 아머에는 MMP-80 머신건의 예비 탄창을 수납한다.
작품 내에서의 활약
《기동전사 건담 0080 주머니 속의 전쟁》 제1화에서는 B타입을 포함한 여러 대가 릭 돔 II와 함께 사이드 6의 콜로니 "리보" 내부로 침투해 연방군의 짐 커맨드 부대와 교전한다. 버나드 와이즈먼(버니) 하사가 탑승한 기체는 피탄되어 삼림 공원에 불시착하고 버니는 모빌 슈트(MS)를 가까이서 보기 위해 찾아온 알프레드 이즈루하와 만난다. 제2화에서는 달려온 블레이드 안테나 장비의 기체가 버니를 데려가고 그의 기체는 그대로 방치된다. 제2화의 종반에서는 버니가 사이클롭스대의 일원으로서 특무함(위장 화물선)으로 다시 리보에 잠입할 때 양동으로 치베급 티베형 중순양함이나 무사이급 경순양함으로부터 수 기가 발진해 겔구그 J등과 함께 짐 커맨드 우주전 사양과 교전한다.
제5화에서는 버니를 제외하고 전멸한 사이클롭스대의 임무(건담 NT-1의 탈취 또는 파괴)를 완수하기 위해 알프레드의 협력을 얻어 거리에서 파괴된 짐 커맨드의 부품 등을 사용해 제1화에서 불시착한 버니기를 복구한다. 제6화에서는 복구를 마친 기체에 버니가 탑승해 크리스티나 맥켄지가 탑승한 건담 NT-1과 일대일 대결을 한다. 히트 호크와 핸드 그레네이드만 가진 빈약한 무장으로 연막과 애드벌룬을 사용한 더미 등의 트랩을 설치한 삼림공원으로 건담 NT-1을 유인하여 선전한다. 최종적으로 건담 NT-1의 머리와 오른팔을 파괴하지만 격파에는 이르지 못하고 콕피트를 빔 사벨로 관통당해 바니는 전사(소설판에서는 빈사 상태의 중상을 입었지만 목숨은 건진 것으로 시사되고 있다)한다.
애니메이션판 《기동전사 건담 UC》에서는 0096년에 토링튼 기지를 습격할 때 지온군 잔당의 1기로서 B타입이 참전했다. 자쿠 바주카를 휴대해 팻 엉클 改에서 서브 플라이트 시스템을 이용해 낙하산으로 지상으로 강하(강하 전의 묘사는 없음)한다. 이후 상공의 자쿠 I 스나이퍼 타입의 카메라가 바주카를 발사하는 모습을 잠깐 포착하지만 곧 격파된다.
만화 《기동전사 건담 기렌 암살계획》에서는 사이드 3의 콜로니 "줌 시티"에 수도 방위대대 소속기로 B타입이 여러 기가 배치되어 있다. 컬러링은 흰색을 기조로 하며, 이마와 실드에 "SHIELD OF ZEON"이라고 표기된 부대 마크가 그려져 있다. 일부 기체는 블레이드 안테나를 장비한다.
게임 《슈퍼로봇대전 F 완결편》, 《슈퍼로봇대전 α》에서 등장하는 "샤아 전용 자쿠"는 설정상으로는 S형이지만 그래픽 상으로는 붉은색 도장의 FZ형에 블레이드 안테나를 장비한 모습이다. 《슈퍼로봇대전 컴플리트 박스》에서도 샤아 전용기로 등장해 기체의 제식 명칭은 "자쿠 II 改改"이며, 샤아가 FZ형을 탑승하는 것은 게임의 오리지널 설정인 것으로 해설되고 있다.

## 소설 《기동전사 건담》의 자쿠
원작자인 토미노 요시유키의 소설 《기동전사 건담》에 등장하는 "자쿠"(구형 자쿠는 등장하지 않는다)의 모습은 기본적으로 애니메이션이나 그 외의 F형과 동일하지만 다음과 같은 차이가 있다.
1. 전체 높이가 16m이다(이는 건담도 마찬가지이다).
2. 매니퓰레이터의 검지 끝에 레이저 토치(버너)가 장비되어 있어, 건재와 적기의 얇은 장갑(건담의 안면 등) 등을 태울 수 있다.
3. 제식 도장이 녹색 계열이 아닌 백갈색이다.
4. 중력 하에서 백팩의 스러스터를 사용해 점프할 경우 최고 높이는 800m정도로 설정되었다.

## 《기동전사 건담 THE ORIGIN》의 자쿠 II
만화 《기동전사 건담 THE ORIGIN》 연재시 오오카와라 쿠니오에 의해 기존의 자쿠 II와는 일부가 다른 자쿠 II의 설정화가 그려져 주로 이야기의 전반부에 등장했다.
기존의 자쿠 II와 크게 다른 부분은 흉부로 콕피트 해치의 형상이 다르고 오른쪽 흉부에 3연장 발칸포가 내장되어 있다. 또한 왼쪽 팔뚝 장갑에 2문의 기총을 내장한 유닛도 설치되었다. 휴대하는 머신건은 벨트 급탄식으로 변경되었고 탄창은 백팩 하부에 설치되었다. 바주카는 탄창을 상부에서부터 세팅한다.
그 밖에 원작판과 동일한 기체나 위에서 기술한 중간적인 기체도 등장한다. 또한 아 바오아 쿠에서 반란부대 진압을 위해 출격하는 키시리아 부대기는 정수리에 닭벼슬 모양의 구조물이 있고, 검은색과 회색을 기조로 도장되어 있으며 실드에 초승달과 지온 공국을 나타내는 마크가 그려져 있다.
OVA화될 때 카토키 하지메에 의해 디자인이 리파인되어 오오카와라판 등 만화판에 등장한 다양한 기체들을 바탕으로 형식번호 및 무장에 관한 설정이 추가, 정리되었다.

### 베리에이션 (기동전사 건담 THE ORIGIN)
MS-06A
문자 설정으로만 존재한다. 기존 설정의 "초기 생산형"에서 양산 전의 "시제기"로 설정이 약간 변경되었다.
MS를 중심으로 한 새로운 전술을 짤 때 자쿠 I의 기동성 및 출력의 부족이 문제가 되어, 지온 공국군은 지오닉사에 기동성과 장갑을 강화한 상위 모델의 개발을 지시한다. 지오닉사는 이에 즉각 응답해 자쿠 II의 개발을 급진전시켜 자쿠 I의 높은 운용성 및 생산성을 유지하면서 부그의 설계 사상으로 회귀함으로써 기동성과 장비의 충실을 도모하였다. 동시에 범용성 및 확장성도 고려하여 지극히 토탈 밸런스가 뛰어난 기체가 되었다. A형의 운용 시험 결과에 지온 공국군 상층부는 만족했으며 자쿠 II의 제식 채용이 결정된다.
MS-06C
기존의 설정과 마찬가지로 비교적 초기에 생산된 타입으로 루움 전역에서의 주력기이지만 내핵장비의 유무에 대해서는 언급되어 있지 않다. F형이나 J형과 동일한 디자인이며, 주로 우주에서의 운용을 상정해 설계되었다. 만화판에서 가뎀의 파푸아급 보급함에서 샤아가 "초기 생산형이냐"며 언급한 기체도 이에 해당된다.
또한 백팩이 기존 설정의 F2형과 같은 형태인 기체도 있지만 형식번호에 변경은 없다.
MS-06C-5
C형을 우주와 지상 양쪽에서 운용할 수 있도록 개수한 타입이다. 콕피트 해치가 오른쪽 흉부에서 왼쪽 흉부로 변경되었고, 형상도 다르다. 해치 상부에 소형의 레이저 총, 흉부 좌우에 소형 스러스터가 증설되었다.
또한 R6 키트라는 옵션 장비가 준비되어 있다. 이것은 흉부(어깻죽지) 좌우의 30mm 발칸포와 왼쪽 팔뚝 부분의 20mm 기총 포드의 2개로 구성되며, 양쪽 또는 한쪽을 장비한 기체는 형식번호가 MS-06C-5/R6이다. 만화판의 오데사나 아 바오아 쿠에서 등장한 기체가 이에 해당된다.
MS-06C-6
C-5형의 개수기로 C형과 F형 사이에 소수가 생산되었다. 오른쪽 흉부에 3연장 발칸포(R6 키트와는 별도)가 1기 증설되어 있다. 오오카와라 쿠니오의 설정화와 무사이급 순양함 "팔멜" 등에 배치된 기체는 R6 키트의 20mm 전완부 기총 포드를 장비하고 있어 MS-06C-6/R6에 해당된다. 순수한 C-6형은 외전 만화 《기동전사 건담 THE ORIGIN MSD 쿠쿠르스 도안의 섬》에 등장한다.
MS-06F
지금까지의 설정과 마찬가지로 자쿠 II에서 가장 많이 생산된 타입이다. 만화판에서는 R6 키트 중 하나를 장비한 MS-06F/R6도 등장(MS-06F와 생략도 가능)한다.
S형 외에 고기동형 자쿠 II(MS-06R-1A)도 본 기체를 베이스로 재설계되었다.
또한 육전용 MS-06J도 기존의 설정과 다르지 않다.
MS-06S
F형의 개수기이다. 오리지널과 마찬가지로 샤아 아즈나블이 탑승하지만, R6 키트의 30mm 어깨 부분 발칸포를 장비(S형의 경우는 형식번호에 변경은 없다)한다. 샤아의 지시에 따라 각 부분의 스러스터의 리미터가 해제되어 조종성의 악화 및 기체 손상의 리스크와 맞바꾸어 기체의 한계 성능을 이끌어내고 있다.
스미스해 전투에서의 공적으로 중위로 승진한 샤아가 수령한다. 루움 전역에서는 일반형의 백팩으로 3배의 속력을 내 검은 삼연성(만화판에서는 코즌 그레이엄 준위 등)을 놀라게 한다. MS용 대함 라이플 ASR-78과 MS용 바주카 A2형을 휴대하고(만화판에서는 바주카만), 5척의 전함을 격침시킨다. 샤아가 소령으로 승진해 팔멜의 함재 지휘관기가 된 후에는 기체 각 부분에 지휘관기를 나타내는 라인이 그려지고, 팔멜대의 엠블럼과 샤아의 퍼스널 앰블럼이 그려진다.
만화판에서는 〈가르마편〉의 종반 이후는 나올 차례가 없지만(앞서 서술한 〈루움편〉을 제외) 오데사 작전 전야에서는 지브롤터에서 건담과 결판을 맺을 수 있도록 재등장한다. 폐허 속에서 짐 2개 소대와 슬렛거대를 궤멸시킨다. 건담을 유인해 결투에 임하지만 샤아가 아군의 도다이YS에 정신이 팔린 한순간의 틈을 찔려 머리가 절단되어 기체는 바다로 낙하하고 샤아는 기체를 포기하고 탈출한다.
또한 만화판에서는 S형인지 알 수 없지만 텍사스 콜로니에서도 샤아의 기체와 마찬가지로 블레이드 안테나와 어깨 발칸포를 장비한 기체가 등장한다. 하지만 슬렛거 로우 등이 탑승한 건탱크에 가장 먼저 격파된다. 이 밖에 솔로몬 방위전에서도 블레이드 안테나가 달린 기체가 등장하며, 자브로 공략전에서는 초승달 형의 블레이드 안테나를 장착한 지휘관기도 등장한다.

### 무장 (기동전사 건담 THE ORIGIN)
MS용 대함 라이플 ASR-78
주로 대함용이며 전체 길이가 22.3m로 본체보다 길다. 함의 장갑을 관통한 뒤에 내부에 산탄을 흩뿌리는 특수탄 등을 고속으로 발사한다.
만화 《기동전사 건담 흑의의 사냥꾼》에서는 주인공인 볼프강 소령이 탑승하는 자쿠 II와 주다가 본 무장을 휴대한다.
MS용 바주카
이른바 "자쿠 바주카"이다. 다양한 베리에이션이 존재한다. 자쿠 I과 자쿠 II의 백팩 양 측면의 웨폰 래치(마운트 암) 또는 리어 스커트의 마운트 래치에 장착 가능하다.
A1형
기존 설정의 탄창이 없는 타입(단발식)이다. A형은 총상(어깨 받침)이 있고, 뒷부분이 긴 것이 특징이다. 작품 내에서는 자쿠 I의 매쉬기가 휴대하고 있다. 단발식의 예비탄을 수납하는 경우 케이스는 리어 스커트에 장착 가능하다.
A2형
A1형의 뒷부분에 상자형 탄창이 추가되어 있다. 장탄수는 3발이다.
B1형
건담 프라모델 〈빌더즈 파츠 1/144 시스템 웨폰 키트 009〉에서 설정되었다. A형에 비해 어깨 받침이 없고 뒷부분이 짧다. 원작 애니메이션판의 것에 해당한다.
B2형
건담 프라모델 〈빌더즈 파츠 1/144 시스템 웨폰 키트 009〉에서 설정되었다. B1형의 뒷부분에 바나나형 탄창이 추가되어 있다. 장탄수는 5발이다. 또한 만화판에서도 〈루움편〉보다 시계열이 뒤인 바주카는 탄창이 바나나 형태를 하고 있다. OVA 《기동전사 건담 제08MS소대》에 등장하는 자쿠 II (JC형)의 자쿠 바주카와도 공통된다.
C1형
건담 프라모델 〈빌더즈 파츠 1/144 시스템 웨폰 키트 009〉에서 설정되었다. B2형을 베이스로 취급을 용이하게 하기 위해서 쇼트 배럴을 채택하였다.
D1형
건담 프라모델 〈빌더즈 파츠 1/144 시스템 웨폰 키트 009〉에서 설정되었다. 전장에서의 처리를 고려하여 전면 그립을 폐지하고 전체 길이를 컴팩트하게 정리한 타입이다. 대형 탄창(바나나형이지만 B2형보다 가늘고 길어짐)을 장비하고 있어 다수의 탄두의 장전 및 발사가 가능하다. 탄창 접속부나 조준기 등의 형상도 기존의 형태와 다르다.
MS용 머신건
이른바 "자쿠 머신건"이지만, 기존의 설정과 달리 자쿠 II가 개발되기 이전부터 자쿠 I이 휴대하고 있다. 만화판에서는 벨트 급탄식을 휴대하고 있는 기체가 많지만, 솔로몬 및 아 바오아 쿠 방위전에서는 본 무장도 여기저기서 조금씩 보인다.
벨트 급탄식 MS용 머신건
장탄수를 증가시킨 타입이다. 백팩 하부에 탄창을 설치하고 급탄 벨트를 통해 탄을 장전한다. 일년전쟁 초반에서 샤아의 자쿠 I S형이 휴대하고 있다. 만화판에서는 "하이퍼 라이플"이라고 불리며 구경도 140mm로 기존의 자쿠 머신건보다 확대되었지만, OVA판에서는 구경에 대한 언급은 없다.
히트 호크
기존의 것과 외관은 같으나 허리의 웨폰 래치에 장착할 때는 손잡이 부분이 신축되어 컴팩트해진다.
모닝스타
만화판에서만 등장하는 무기이다. 아 바오아 쿠 내부에서 근접용 무기로 사용된다.
30mm 흉부 발칸포, 20mm 전완부 기총 포드
주로 소형 전투기나 전투정, 전투 차량에 대해 사용되며, 대MS전에서는 견제용으로 사용된다.
실드
기존의 것과 동일하지만 표면에 웨폰 래치가 설치되어 있어 바주카의 예비 탄창과 미사일 포드 등 각종 무기를 장착할 수 있다.

## 《기동전사 건담 썬더볼트》에서의 자쿠 II
만화 및 OVA 《기동전사 건담 썬더볼트》에 등장(형식번호: MS-06)한다.
대형 백팩을 장비하고 있어서 기동성과 운동성의 향상을 목적으로 한 4기의 스러스터와 10기의 어포지 모터 외에 프로펠런트 탱크와 경작업용의 한 쌍의 서브 암 등을 갖추고 있다. 이 백팩은 일반적인 백팩의 위로부터 장착하여 작전 도중에 이를 분리하는 것도 가능하다. 또한 관절부와 동력 파이프는 실링 처리되어 있으며 자세 고정용 클로가 발바닥에 추가되어 있다.
무장은 자쿠 머신건, 히트 호크, 탄창식으로 개량된 자쿠 바주카로 이들은 모두 백팩에 장착할 수 있다. 또한 기체 이상의 크기를 갖는 장거리 빔 포인 "빅 건"을 운용할 수도 있다.
과거에 사이드 4였던 암초 주역 "썬더볼트 주역"에서 활동하는 "리빙 데드 사단"에 배치되어 있지만, 아 바오아 쿠 방위전이나 《기동전사 건담 썬더볼트 외전》에 등장하는 다른 구역에 배치된 자쿠 II도 모두 같은 타입이다.
퍼스널 커스텀기
친위대 전용기
머리에 블레이드 안테나를 장비하고 있으며 도즐 자비 전용기와 같은 도장과 인그레이빙이 되어 있다. 대형 백팩은 장비되어 있지 않다. 아 바오아 쿠 내부에 수기가 배치되어 있어 지옹의 제조 공장을 사수하지만 연방군 MS 부대의 물량전에 의해 전멸한다.

## 같이 보기
- 기동전사 건담
- 우주세기의 기동병기 목록
- RX-78-2 건담
- 샤아 아즈나블
- 자쿠 I
- 자쿠 III
- 검은 삼연성

## 주해
1. ↑  야스히코 요시카즈 자신이 "〈자쿠〉가 어떠한 경위로 디자인되었는지 나는 모릅니다"라고 발언하였다.[15]
2. ↑  그러나 《기동전사 건담 SEED DESTINY》에 등장하는 자쿠 워리어는 왼쪽 어깨에 실드를 장비하고 있다.
3. ↑  모노 아이는 토미노 요시유키가 그린 모빌 슈트의 이미지 스케치에서도 확인할 수 있다.[26]
4. ↑  그러나 샤야 전용 자쿠에 뿔 장식이 달린 것은 오오카와라 쿠니오가 발안한 것이 아니라 총감독인 토미노 요시유키에 의한 것이다.[27]
5. ↑  이후의 영상 작품 《기동전사 건담 MS IGLOO 일년전쟁 비록》 제2화에서는 연방군 세모벤테대 지휘관인 차리아노 중령이 노획한 육전형 자쿠 II에 탑승해 지온군의 자쿠 I을 격파하였다. 시계열적으로는 U.C. 0079년 5월 9일로 건담의 교전보다 4개월 전이나 특수부대의 전과이기 때문에 공식 기록은 되지 않았다.
6. ↑  자쿠 I의 개발 시기에 관해서는 U.C. 0075년 8월이라고 하는 자료도 있고,[31] 《기동전사 건담 MS IGLOO 일년전쟁 비록》 제3화 듀발 소령과의 대화에서 마이 기술 중위는 자쿠 I이 0079년부터 4년 전에 채택된 MS라는 취지의 발언을 하고 있다. 또한 자쿠 I은 제너레이터 출력이 낮음 등의 문제를 안고 있는 기체이며, 이 자쿠 I의 구조를 근본적으로 변경하여[32] 성능을 더욱 향상시킨 후계기로 "자쿠 II"가 개발되었다고 하는[33]매체도 볼 수 있다.
7. ↑  헬륨을 냉각제로 사용하고 추진시에 폐기한다고 하는 자료도 볼 수 있다.[40]
8. ↑  한편 유체 내 펄스 모터식 액츄에이터를 채택했다고 하는 자료도 볼 수 있다.[41] 또한 선라이즈에서 간행한 《기동전사 건담 기록전집 2》에 게재된 자쿠 II(샤아 전용)의 투시도에서는 기체 각 부분에 전동 모터를 내장한 것도 볼 수 있다.[42]
9. ↑  탈출 기구를 생략했다는 자료도 볼 수 있다.[31]
10. ↑  연방군 MS, 지온군 MS 모두 발포금속, 카본 세라믹, 보존 복합재 등을 샌드위치 구조로 한 복합 장갑을 채택하고 표면에는 임계 반투명체를 코팅했다. 적의 공격을 받았을 때 충격을 발포 금속의 균열을 통해 흡수한다고 하는 자료도 볼 수 있다.[46]
11. ↑  장갑 재질은 《기동전사 건담 제08MS소대》의 1/144 HG 키트의 조립 설명서에서는 초고장력강이라고 되어 있다.[47] 이 표기는 1985년의 월간 뉴타입 부록에 있던 MS 카탈로그에서 처음으로 등장했으며, 이때까지 "마력"이라고 표현되던 일년전쟁시의 MS의 "출력"에 관한 수치 설정도 "kW"라고 하는 단위로 재창작되었다. 이것은 시리즈 제2작품인 《기동전사 Z 건담》이 긴 공백을 두고 제작되었기 때문에 제1작품의 여러 정보가 실전되어 버렸기 때문("루나 티타늄"이 "건다리움 합금"의 전신이라고 하는 보충 설명도 비슷한 이유이다)이다.
12. ↑  잡지 기획 《건담 센티넬 0079》에서 디자인의 대폭적인 리파인을 해 현실 세계의 어설트 라이플인 CAR-15 XM177을 모티브로 한 것 같은 모양이 되었다. 또한 건담 프라모델 〈1/100 MG 자쿠 II〉의 상품화 때도 리파인이 이루어졌지만, 이때는 미묘한 형상이나 파츠의 레이아웃 변경에 그치고 있다. 이후에 각각 MMP-78, ZMP-50 그리고 《기동전사 건담》 제1화부터 거의 전편에 걸쳐 등장하는 오리지널의 것에 M-120A1이란 형식번호가 부여되어 모두 "자쿠 머신건"이라고 불리지만 별개의 형식이라고 설정되었다. 이러한 세부 사항은 〈U.C. ARMS GALLERY〉의 상품화 때에 추가된 것이다.
13. ↑  TV판 《기동전사 건담》 제1화, 극장판 《기동전사 건담 I》에서 건담과 대치한 진의 대사 등.
14. ↑  작품 내에서 지온 병사는 라이플이라고도 부른다.[주 13]
15. ↑  원반형 탄창에서 탄환은 원의 중심부를 향한 상태로 수납되어 있으며 자쿠 머신건의 것도 비슷한 형태이다. 한편 드럼 머신건은 탄환은 원의 중심에 대해서 수직으로 선 상태로 수납되고 있는 만큼 탄창의 두께가 두껍다.
16. ↑  자쿠 머신건이 화이트 베이스에는 손상을 주는 위력을 지닌 반면 건담에게는 손상을 주지 못한다는 것을 설명하는 덧붙임 설정이다.
17. ↑  TV판 제7화에서는 자쿠 머신건을 여러 발 같은 장소로 쏘면 건담의 장갑이 파괴될 수도 있다고 세일러 마스가 언급했다.
18. ↑  《기동전사 건담 MS IGLOO 2 중력전선》 제3화에서는 루나 티타늄 장갑의 육전형 짐을 자쿠 머신건으로 파괴하고 있다.
19. ↑  코어 파이터에 대해서는 TV판 제4화를 참조. 모빌 슈트(MS)에 대해서는 TV판 제3화의 샤아가 행하고 있으며 제5화에서 제이큐기, 제42화에서 등장한 기체도 행하고 있다. 전자는 발칸으로 격추되었지만, 후자는 짐의 바이저를 파괴시켰다. 또한 연방군 특수부대 세모벤테대의 차리아노 중령도 노획한 자쿠 II로 지온군 시제 전차 힐도르프와 교전할 때 자쿠 머신건의 개머리판으로 격투전을 벌였다.
20. ↑  《기동전사 건담 0083 스타더스트 메모리》 제4화에서 코어 파이터 II를 요격한 기체가 사용하였다.
21. ↑  무엇보다 참격 대상의 분자 결합의 절단이 아니라 용단을 목적으로 하는 이 무기라면 예리한 날이 반드시 필요하지 않고 오히려 날씬한 다리미와 같은 형상이 이상적이라고 생각되며 이러한 이론에 따른 설계도도 그려져 있다.[82]
22. ↑  한편 만화 《기동전사 건담 MSV-R 죠니 라이덴의 귀환》에서는 당초 MS끼리의 격투전이 고려되지 않았기 때문에 A형이 롤아웃된 시점에서는 아직 개발이 완료되지 않았다고 한다.[84]
23. ↑  TV판 《기동전사 건담》 제4화, 《기동전사 건담 0080 주머니 속의 전쟁》 제6화 등. 돔의 히트 사벨은 제26화, 제32화 등.
24. ↑  그러나 이것은 SF 설정의 마츠자키 켄이치가 "설정상의 오해나 연락 미스"의 산물이라고 TV판 종료 후에 단언하였다.[85]
25. ↑  TV판 《기동전사 건담》 제5화에서 대기권 돌입 전투시의 콤의 발언.
26. ↑  TV판 《기동전사 건담》 제22화에서 시작 부분의 제86보크사이트 기지전 등.
27. ↑  TV판 《기동전사 건담》 제5화에서 대기권 돌입 전투에서의 샤아 전용 자쿠 II와 건담과의 전투. TV판 《기동전사 건담》 제22화 시작 부분의 구프.
28. ↑  OVA 《기동전사 건담 MS IGLOO 일년전쟁 비록》 제2화, 연방군 특수부대 세모벤테대.
29. ↑  그 밖에 설정화에서는 백팩의 형상이 자쿠 I에 가까운 것으로 되어 있다.
30. ↑  A형의 양산 시기를 0077년이라고 하는 자료도 있다.[116]
31. ↑  모두 〈가샤폰 전사〉의 사진 씰에서 처음으로 등장했으며, 후자는 괄호에서 "새로운 도장"이라고 했다.
32. ↑  OVA 《기동전사 건담 MS IGLOO 일년전쟁 비록》에서는 우주세기 0079년 1월 15일에 일어난 루움 전역에 참전한 기체는 "MS-06F 자쿠 II F형"이라고 하고 있다. 그러나 이 전투에 참가한 모든 자쿠 II가 F형이라고 하는 명확한 묘사는 없다.
33. ↑  추진기의 연소 효율을 향상시켰다고 하는 자료도 있다.[51]
34. ↑  출처원인 건담 프라모델 〈1/60 PG 자쿠 II S형〉은 종아리 부분이나 백팩의 스러스터 기부의 장갑이 불룩한 모양으로 되어 있다. 이는 〈FG (퍼스트 그레이드)〉에서도 답습되었다.
35. ↑  《건담 센추리》에서는 로켓 엔진의 추력을 103t으로 강화하고[44] 《기동전사 건담 MSV》에서는 추진 엔진 출력을 30% 향상시킨[137] 130t급을 2기 탑재하기로 했다.[147] 이것은 《기동전사 건담 MSV-R》에서도 답습되었다.[154]
36. ↑  작품 내의 3D CG는 MG 프라모델을 답습하고 있지만, 종아리의 스러스터는 대형으로 돌출된 것이 2기(F형은 소형이 2기, S형은 4기)로 되어 있다.
37. ↑  애니메이션판에서는 마젤란급 전함 5척, 살라미스급 순양함 1척을 격침시켰다. 만화판에서는 마젤란급 3척, 살라미스급 2척이다.
38. ↑  제1권에서 탄피 바닥에 "140mm"라고 적혀 있다.

## 참고 문헌
- 서적
  - 《기동전사 건담 기록전집 2》. 선라이즈. 1980년 5월 16일.
  - 《코단샤의 포켓 카드 8 기동전사 건담 모빌 슈트 컬렉션》. 코단샤. 1982년 1월 2일. ISBN 4-06-172378-2.
  - 《코단샤의 포켓 카드 9 기동전사 건담 MSV 컬렉션》. 코단샤. 1984년 2월 25일. ISBN 4-06-172379-0.
  - 《코단샤 포켓백과 시리즈 32 기동전사 건담 모빌 슈트 베리에이션 1 자쿠편》. 코단샤. 1984년 4월 2일. ISBN 4-06-107782-1.
  - 《코단샤 포켓백과 시리즈 33 기동전사 건담 모빌 슈트 베리에이션 2 지온군 MS, MA편》. 코단샤. 1984년 4월 30일. ISBN 4-06-107783-X.
  - 《히스토리 오브 모빌 슈트》. 반다이. 1984.
  - 《엔터테인먼트 바이블.1 기동전사 건담 MS 대도감 [파트.1 일년전쟁편]》. 반다이. 1989년 2월 20일. ISBN 4-89189-006-1.
  - 《케이분샤의 대백과 별책 기동전사 건담 0083 스타더스트 메모리 약탈편》. 케이분샤. 1991년 12월 16일.
  - 《엔터테인먼트 바이블.42 기동전사 건담 MS 대도감 [파트.6 데라즈 분쟁편(상)]》. 반다이. 1992년 2월 29일. ISBN 4-89189-215-3.
  - 《라포트 디럭스 기동전사 건담 0083 스타더스트 메모리》. 라포트. 1993년 1월 15일.
  - 《데이터 컬렉션 2 기동전사 건담 일년전쟁편》. 미디어 웍스. 1996년 11월 15일. ISBN 4-07-305314-0.
  - 《기동전사 건담 RPG》. 하비 재팬. 1997년 3월 1일. ISBN 4-89425-151-5.
  - 《데이터 컬렉션 3 기동전사 건담 일년전쟁 외전》. 미디어 웍스. 1997년 4월 15일. ISBN 4-07-305840-1.
  - 《건담 메카닉스 1》. 하비 재팬. 1998년 5월 15일. ISBN 4-89425-178-7.
  - 《건담 메카닉스 2》. 하비 재팬. 1998년 12월 1일. ISBN 4-89425-188-4.
  - 《SD건담 G제네레이션-0 가이드북》. 아쿠세라. 1999년 7월 22일. ISBN 4-87300-026-2.
  - 《기동전사 건담 MSV 컬렉션 파일 [우주편]》. 코단샤. 1999년 11월 19일. ISBN 4-06-346550-0.
  - 미나카와 유카 (2001년 3월 21일). 《기동전사 건담 공식 백과사전 건담 오피셜즈》. 코단샤. ISBN 4-06-330110-9.
  - 이시이 마코토, 아치가야 하지메, 오카지마 마사키 (2003년 4월 22일). 《기동전사 건담 80/83/08》. 코단샤. ISBN 978-4-87233-733-4.
  - 《어나더 센추리 크로니클 Vol.2 기동전사 건담 일년전쟁전사 U.C.0079-0080 (상)》. 가쿠슈켄큐샤. 2007년 3월 11일. ISBN 978-4-05-604503-1.
  - 미나카와 유카 (2009년 8월 21일). 《총해설 건담 사전 Ver.1.5》. 코단샤. ISBN 978-4-06-375795-8.
  - 《기동전사 건담 모빌 슈트 개발 비록》. 타케쇼보. 2009년 7월 2일. ISBN 978-4-8124-3869-5.
  - 《기동전사 건담 MS-06 아카이브스 신 MS-06 해체신서 자쿠 II의 발전과 그 궤적》. 자이브. 2009년 11월 2일. ISBN 978-4-86176-704-3.
  - 《기동전사 건담 MS IGLOO 미션 컴플리트》. 타케쇼보. 2009년 12월 29일. ISBN 978-4-8124-4093-3.
  - 키타즈메 히로유키 (2010년 3월 26일). 《기동전사 건담 C.D.A. 젊은 혜성의 초상 공식 가이브북》. 카도카와 쇼텐. ISBN 978-4-04-715345-5.
  - 《기동전사 건담 MSV-R 그래픽 다큐멘트》. 아스키 미디어 웍스. 2012년 1월 30일. ISBN 978-4-04-886212-7.
  - 《기동전사 건담 MS 대전집 2013 [+선화 설정집]》. 아스키 미디어 웍스. 2012년 12월 25일. ISBN 978-4-04-891215-0.
  - 《기동전사 건담 MSV-R 자쿠편》. 카도카와 쇼텐. 2013년 2월 26일. ISBN 978-4-04-120592-1.
  - 오오카와라 쿠니오 (2018년 2월). 《오오카와라 쿠니오 화집 기동전사 건담 MSV 스탠다드》. 카도카와 쇼텐. ISBN 978-4-04-106701-7.

- 무크
  - 《월간 OUT 9월호 증간 우주를 비상하는 전사들 건담 센추리》. 미노리 쇼보. 1981년 9월 22일.
  - 《모형 정보 별책 MS 베리에이션 핸드북 1》. 반다이. 1983년 3월 30일.
  - 《B-CLUB 스페셜 15 기동전사 건담 MS 대전집》. 반다이. 1988년 2월 10일. ISBN 4-89189-336-2.
  - 《B-CLUB 비주얼 코믹 기동전사 건담 0080 주머니 속의 전쟁 Vol.1》. 반다이. 1989년 7월 20일. ISBN 4-89189-035-5.
  - 《B-CLUB 비주얼 코믹 기동전사 건담 0080 주머니 속의 전쟁 Vol.2》. 반다이. 1989년 10월 20일. ISBN 4-89189-047-9.
  - 《하비 재팬 12월호 별책 기동전사 건담 GUNDAM WEAPONS U.C.0080》. 하비 재팬. 1989년 12월 12일.
  - 《코믹 봉봉 스페셜 84 기동전사 건담 0083 MS WARS》. 코단샤. 1992년 11월 12일.
  - 《뉴타입 100% 컬렉션 20 기동전사 건담 0083 작전 계획서》. 카도카와 쇼텐. 1993년 11월 10일. ISBN 4-04-852268-X.

- 분책 백과
  - 《주간 건담 팩트 파일》 제2호. 데아고스티니 재팬. 2004년 10월 5일.
  - 《주간 건담 팩트 파일》 제10호. 데아고스티니 재팬. 2004년 12월 30일.
  - 《주간 건담 팩트 파일》 제44호. 데아고스티니 재팬. 2005년 8월 2일.

- 잡지
  - 《MJ》. 반다이.
  - 《모델 그래픽스》. 다이니혼카이가.
  - 《전격 하비 매거진》. 카도카와 쇼텐.
  - 《건담 에이스》. 카도카와 쇼텐.
  - 《건담 에이스》. 카도카와 쇼텐.
  - 《빅 코믹 스피리츠》. 쇼가쿠칸.
  - 《하비 재팬》. 하비 재팬.

- 잡지 부록
  - 《MSV-R 핸드북 1》. 《건담 에이스》 (카도카와 쇼텐).
  - 《기동전사 건담 모빌 슈트 대도감 [우주세기편] Vol.1》. 《하비 재팬》 (하비 재팬).

- 만화 및 필름 코믹
  - 《NEO COMICS 기동전사 건담 제08MS소대 필름 코믹》 제2권. 타츠미 슈판. 1997년 8월 1일. ISBN 4-88641-213-0.
  - 《아사히야 슈판 코믹스 OVA 필름 코믹 기동전사 건담 0080 주머니 속의 전쟁》 제1권. 아사히야 슈판. 1998년 6월. ISBN 4-7511-0130-7.
  - Ark Performance (2010년 12월 25일). 《기동전사 건담 MSV-R 죠니 라이덴의 귀환》 제5권. 카도카와 쇼텐. ISBN 978-4-04-715592-3.
  - 카네후사 히카루 (2015년 2월 26일). 《기동전사 건담 MSV-R 액션 그래픽편》 제2권. 카도카와 쇼텐. ISBN 978-4-04-102796-7.

- 극장판 팜플렛
  - 《기동전사 건담》. 쇼치쿠. 1981년 3월 14일.

- 건담 프라모델 부속 조립 설명서
  - 《1/144 샤아 전용 자쿠》. 반다이. 1980년 9월.
  - 《1/144 MS-06FZ 자쿠 改》. 반다이. 1989년 4월.
  - 《1/100 MG MS-06S 자쿠 II》. 반다이. 1995년 10월.
  - 《1/100 MG MS-06F/J 자쿠 II》. 반다이. 1995년 10월.
  - 《1/60 PG MS-06F 자쿠 II》. 반다이. 1999년 3월.
  - 《1/60 PG MS-06S 자쿠 II》. 반다이. 1999년 7월.
  - 《1/100 MG MS-06F-2 자쿠 II F2형》. 반다이. 2002년 4월.
  - 《1/144 HGUC MS-06S 샤아 전용 자쿠》. 반다이. 2002년 7월.
  - 《1/100 MG MS-06F-2 자쿠 II F2형 연방군 사양》. 반다이. 2002년 9월.
  - 《1/144 HGUC MS-06FS 자쿠 II FS형 (가르마 자비 전용기)》. 반다이. 2002년 9월.
  - 《1/100 MG MS-06F 자쿠 Ver.2.0》. 반다이. 2008년 3월.
  - 《1/144 HGUC MS-06FZ 자쿠 II 改》. 반다이. 2008년 5월.
  - 《1/144 HGUC MS-06F-2 자쿠 II F2형 지온군 사양》. 반다이. 2010년 2월.
  - 《1/144 HGUC MS-06F-2 자쿠 II F2형 연방군 사양》. 반다이. 2010년 3월.
  - 《1/100 RE/100 MS-06FZ 자쿠 II 改》. 반다이 스피리츠. 2019년 7월.

- 웹 사이트
  - “자쿠 II F2형, 건담 채널”. 《유튜브》. 소츠·선라이즈. 2021년 3월 16일에 확인함.